# Économie de la Savoie
L'économie de la Savoie correspond aux données relatives à l'économie qui a trait au département français de la Savoie, situé en région Auvergne-Rhône-Alpes, dans les Alpes à proximité de l'Italie et de la Suisse.
L'économie de ce département est relativement dynamique et diversifiée mais celle-ci repose également de manière importante sur le secteur du tourisme, dont le chiffre d'affaires correspond à près de 50 % du produit intérieur brut (PIB) départemental annuel. Ce PIB savoyard ne représente en valeurs qu'une infime part du PIB de Rhône-Alpes, mais rapporté à son nombre d'habitants (la Savoie étant un département peu densément peuplé), celui-ci s'élève à 24 100 euros par habitant, hissant alors la Savoie à la 2de place régionale, et à la 8e place au niveau national hors agglomération parisienne et ville de Lyon.
En dehors du tourisme, le secteur des services est également celui contribuant le plus au PIB savoyard. L'agriculture et l'industrie ont donc des impacts moindres, mais possèdent malgré tout certaines activités contribuant à la notoriété de la Savoie et de sa production : notamment par la viticulture, les fromages et la charcuterie pour l’agriculture (prenant part à l'ensemble de la gastronomie savoyarde), et la métallurgie, l'hydroélectricité ou la fabrication de denrées alimentaires, tels les crozets, pour l'industrie.

## Données générales

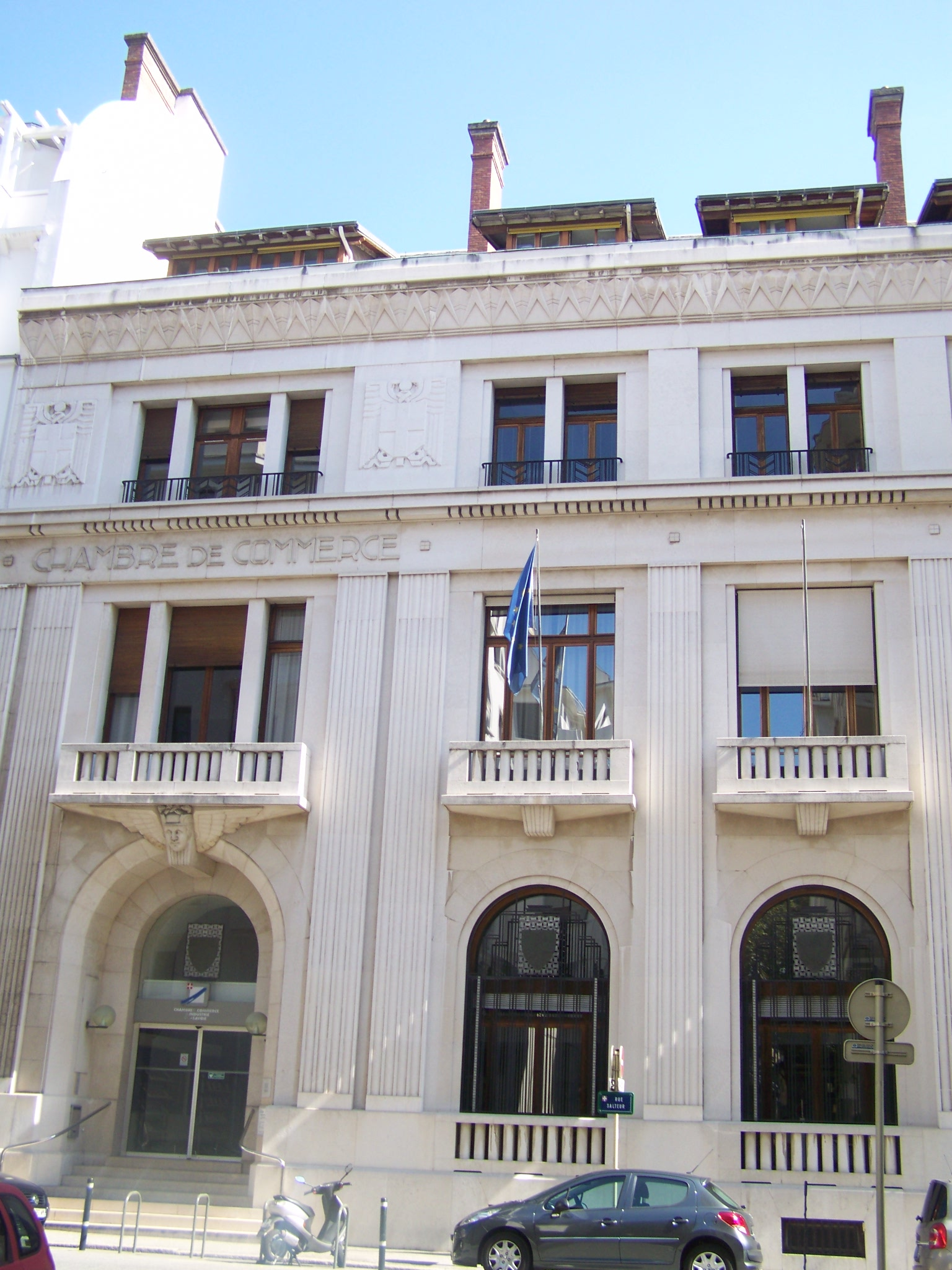
La Chambre de commerce et d'industrie de la Savoie à Chambéry.

Selon le rapport de la Chambre de commerce et d'industrie de la Savoie (CCI) pour 2011-2012, le département de la Savoie comptait sur cette période près de 40 000 établissements, dont 55,5 % inscrits au Registre du commerce et des sociétés (RCS). Le Département s'appuie en particulier sur le secteur tertiaire, l'industrie du sport, des loisirs et de la montagne, et sur l'activité touristique.
La CCI mentionne également que la Savoie possède un taux de couverture exportations/importations élevé depuis plusieurs années. Aujourd'hui de 189 % avec plus de deux millions d'euros d'exportations contre un million d'importations, ce dernier était même de 214 % en 2005. À l'époque, la majorité des exportations provenaient de l'acier, de l'aluminium et des composants électroniques et électriques. En 2011-2012 demeurent en tête des exportations les équipements mécaniques et les matériels électriques, électroniques et informatiques, suivis par les produits métallurgiques et métalliques, puis par les produits chimiques, parfums et cosmétiques, les matériels de transport et les produits de caoutchouc, de plastique et de minéraux divers. Enfin les deux principaux pays commerçant le plus avec la Savoie, à la fois comme fournisseurs et clients, sont l'Allemagne et l'Italie.
Les derniers chiffres fournis par l'Insee disponibles en termes de produit intérieur brut (PIB) pour la Savoie remontent à 2005. D'après ces chiffres, l’on apprend que le PIB de la Savoie s'est élevé à 11,837 milliards d'euros, soit 7,16 % de la région Rhône-Alpes, la plaçant au 4e rang des 8 départements qui la composent. Son PIB par emploi la place également à ce 4e rang avec 66 584 euros par emploi, juste derrière la Haute-Savoie (67 811 euros), mais son PIB par habitant la hisse néanmoins à la 2e place, avec 29 532 euros par habitant pour l'année.
Par ailleurs, dans le cadre de sa politique économique, le Conseil général de la Savoie a mis en place l'agence économique de la Savoie, association financée par ce dernier et dont la mission est « la promotion et le développement industriel et économique du département, au service des entreprises et des collectivités ».

## Revenus de la population et fiscalité

### Les revenus
En 2009, l'Insee recensait en Savoie 238 874 foyers fiscaux, dont 58,3 % d'entre eux ont été imposables. Le revenu net total déclaré par tous les foyers fiscaux s'élevait pour cette année à 5 675 842 euros (partagé à hauteur de 81,7 % (4,6 millions d'euros) par les foyers imposables et 18,3 % par les non-imposables). En outre le revenu net déclaré moyen s'élevait pour sa part à 23 761 € par foyer fiscal (33 343 € pour les foyers fiscaux imposables et 10 384 € pour les non-imposables) et l'impôt moyen à 1 153 €. La même année en France, la part de foyers imposables était de 53,6 %, soit un taux sensiblement inférieur au taux constaté en Savoie, et le revenu moyen de 23 230 €, soit globalement semblable à celui du Département.
Toujours en 2009, les revenus déclarés de la population savoyarde se sont répartis en 61,4 % de salaires, de 24,3 % de retraites, pensions et rentes, de 6,8 % de revenus non salariés et de 7,5 % d'autres revenus. Sur la durée, l'on peut s'apercevoir d'une part que le revenu moyen par foyer a augmenté de 40 % entre 2005 et 2009, soit un peu plus fortement que le revenu moyen en France (+ 38 %), et d'autre part que la part des revenus issus des pensions de retraite a diminué de 21,6 % entre 2005 et 2009, au même niveau que pour la part observée à l'échelon national. En outre, le revenu moyen par foyer fiscal imposable s'est rapproché du revenu moyen en France, de 7 % à 4,9 % d'écart.
S'agissant du revenu selon la profession et catégorie socio-professionnelle (PCS) en 2009, l'Insee mesure un revenu horaire en Savoie de 21,1 € pour les cadres, 13,7 € pour les professions intermédiaires, 9,3 € pour les employés, 11,3 € pour les ouvriers qualifiés et 9,2 € pour les ouvriers non qualifiés.
Enfin, au 30 septembre 2011, le Conseil général de la Savoie comptait 6 245 foyers bénéficiaires du Revenu de solidarité active (RSA). La Caisse d'allocations familiales évaluait de son côté la part d'allocataires du RSA à 22 pour 1 000 habitants en Savoie. Cette part n'était que de 9,3 pour 1 000 en 2004, mais a augmenté avec le contexte de crise économique débuté en 2009 tout en restant malgré-tout la plus faible part de la région Rhône-Alpes. La note de conjoncture sociale de la région no 18 de 2010 écrivait à cet égard : « C'est dans le département de la Savoie que l’on enregistre le plus faible taux de bénéficiaires du Rsa (8,7 % des allocataires) ».
|                             | Part de foyers imposables | Revenu moyen par foyer fiscal | Revenu moyen par foyer fiscal imposable | Part des retraites, pensions et rentes |
| --------------------------- | ------------------------- | ----------------------------- | --------------------------------------- | -------------------------------------- |
| Savoie                      | 58,3 %                    | 23 761 €                      | 33 343 €                                | 24,3 %                                 |
| France                      | 53,6 %                    | 23 230 €                      | 34 975 €                                | 24,5 %                                 |
| Sources des données : Insee |                           |                               |                                         |                                        |

|                                              | Part de foyers imposables | Revenu moyen par foyer fiscal | Revenu moyen par foyer fiscal imposable | Part des retraites, pensions et rentes |
| -------------------------------------------- | ------------------------- | ----------------------------- | --------------------------------------- | -------------------------------------- |
| Savoie                                       | 57 %                      | 16 911 €                      | 24 215 €                                | 31 %                                   |
| France                                       | 52 %                      | 16 827 €                      | 25 910 €                                | 31 %                                   |
| Sources des données : Ministère des finances |                           |                               |                                         |                                        |

Du côté de l’imposition sur le patrimoine, la Savoie comptait en 2011 deux communes de plus de 20 000 habitants possédant plus de 50 redevables de l'Impôt de solidarité sur la fortune (ISF) : Chambéry et Aix-les-Bains avec respectivement 306 et 170 redevables. À Chambéry, le patrimoine et l’impôt moyens s'élevaient alors à respectivement 2 507 517 € et 11 548 €, tandis qu'à Aix-les-Bains ces montants étaient de 1 983 888 € et 6 790 €.

### Fiscalité

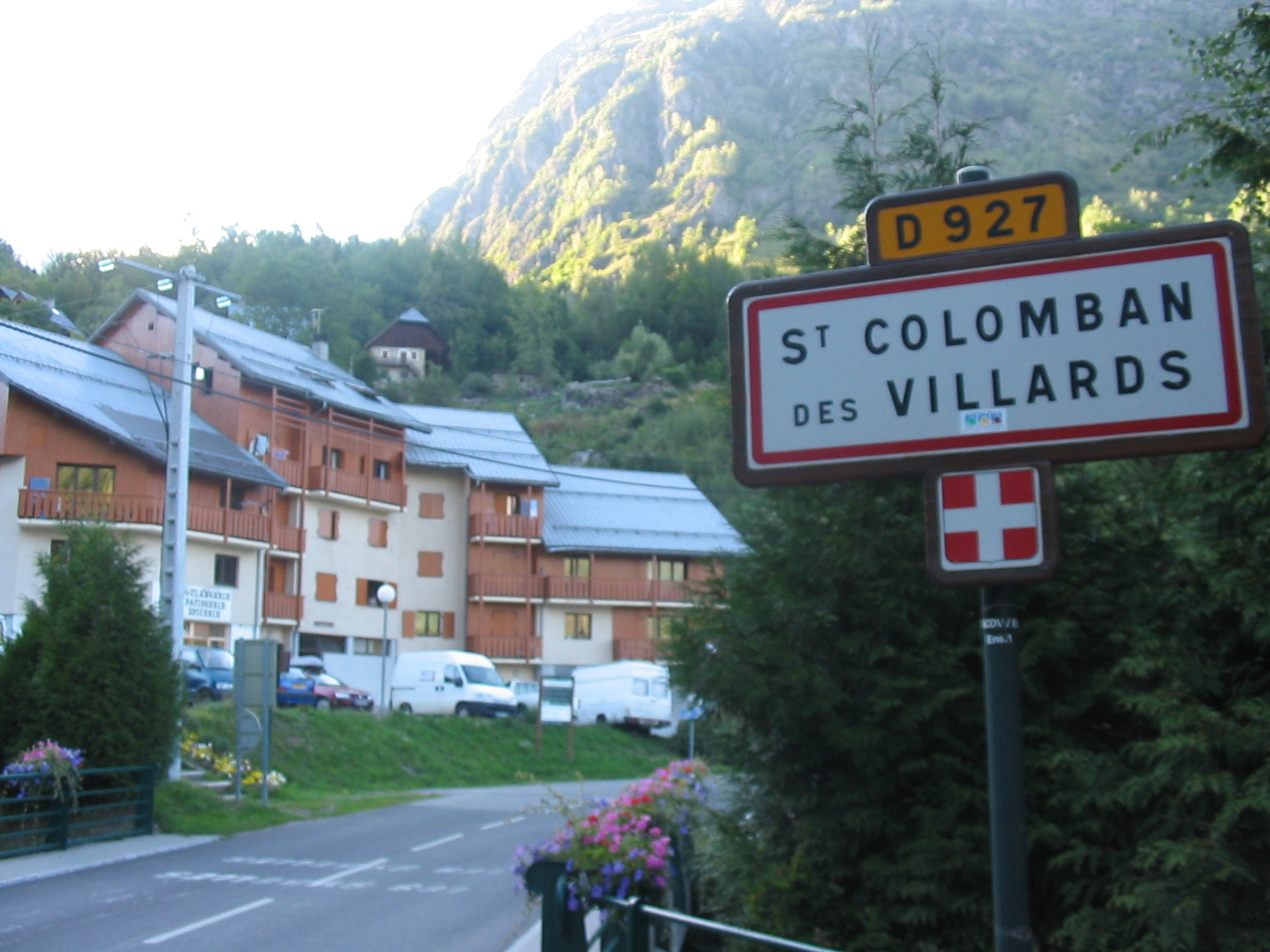
Saint-Colomban-des-Villards, en Maurienne, a la plus forte taxe foncière bâtie et la plus faible taxe d'habitation en Savoie.

La fiscalité du département de la Savoie est souvent comptée parmi les plus faibles en France : en 2010, le Conseil général de la Savoie avait ainsi défini le taux de la taxe d'habitation à 4,92 %, faisant prendre à la Savoie la 2e position après Paris (2,58 %), et le taux de la taxe foncière sur les propriétés bâties à 7,46 %, soit la 9e position. Malgré-tout, la taxe foncière sur les propriétés non bâties avait un taux de 29,37 %, classant la Savoie au 58e rang des départements, et du côté de la taxe professionnelle (aujourd'hui disparue et remplacée par la contribution économique territoriale), le taux retenu en 2009 était de 9,09 %, situant alors la Savoie au 47e rang.
Au niveau du département, la fiscalité directe a été estimée par le Conseil général pour le budget primitif 2013 à 139,76 millions d'euros et la fiscalité indirecte à 170,02 millions d'euros, dont 65 millions issus des droits de mutation du fait de l’importance des transactions immobilières. Sur un budget total de 522,78 millions d'euros, la fiscalité en représente donc 59,26 %.
En matière de fiscalité communale, la Savoie connait une certaine disparité selon les communes en termes de taxe foncière et de taxe d'habitation. Les taux des principales communes du Département sont recensés ci-après :
|                                                                                      | Chambéry | Aix-les-Bains | Albertville | La Motte- Servolex | Saint-Jean de Maurienne | Bourg-Saint- Maurice | Ugine | Moûtiers | Plus forte                        | Plus faible                      |
| ------------------------------------------------------------------------------------ | -------- | ------------- | ----------- | ------------------ | ----------------------- | -------------------- | ----- | -------- | --------------------------------- | -------------------------------- |
| Taxe foncière bâtie                                                                  | 25,95    | 25,04         | 24,37       | 19,43              | 19,61                   | 16,14                | 21,13 | 19,59    | 49,40 Saint-Colomban-des-Villards | 4,51 La Bâthie                   |
| Taxe foncière non bâtie                                                              | 44,19    | 41,92         | 95,94       | 69,70              | 106,76                  | 163.64               | 90,29 | 51       | 203,66 Valezan                    | 32,31 La Table                   |
| Taxe d'habitation                                                                    | 18,72    | 13,77         | 16,29       | 11,19              | 15,48                   | 12,81                | 11,87 | 11,82    | 21,95 Bonneval-sur-Arc            | 0,01 Saint-Colomban-des-Villards |
| Sources des données : Ministère de l'Économie et des finances - Direction des impôts |          |               |             |                    |                         |                      |       |          |                                   |                                  |

## Emploi
En matière d'emploi, l'Insee comptait en 2009 en Savoie la présence de 184 362 actifs occupés, dont 157 575 salariés, soit 85,5 % du total. La Chambre de commerce et d'industrie de la Savoie relevait pour sa part pour cette année 124 967 salariés, alors en augmentation de 3 % par rapport à 2005, soit une hausse deux fois plus rapide que celle alors observée au niveau régional. Cela se constatait aussi pour l’évolution de la population active annuelle, estimée à 1,53 % en moyenne entre 1999 et 2007 selon la Chambre, contre 1,49 % en Rhône-Alpes. Dans tous les cas le temps partiel représentait alors selon l'Insee 19,6 % de ces actifs, et 46,5 % des actifs étaient des femmes.
Toujours en 2009, les effectifs salariés en Savoie concernent en premier lieu les services aux particuliers à près de 41 % du total. Ils sont suivis par le secteur du commerce à 19,3 %, de l'industrie et des services aux entreprises à environ 15 % chacun, et enfin du bâtiment et travaux publics (BTP) à 9,8 %. Ils étaient par ailleurs 81,4 % à contrat à durée indéterminée (CDI) ou titulaires de la fonction publique, 12,9 % à contrat à durée déterminée (CDD), 9,8 % en intérim et 2,7 % en apprentissage ou en stage. En outre, du fait des saisons touristiques importantes, le département compte 30 000 saisonniers employés chaque année.
Du côté des non-salariés, ceux-ci en étaient en majorité des employeurs à 50,8 %, et des indépendants à 48 %. La CCI de la Savoie recensait à cet égard 68 % d'établissements sans salariés en Savoie en 2009, contre 63 % en Rhône-Alpes, expliquant cet écart par l'importance des professions indépendantes liées à l'activité touristique, comme les moniteurs de ski par exemple. Cette explication semble d'autant plus plausible que près des deux tiers de ces établissements se situaient en 2010 dans le secteur des services aux particuliers, dont le secteur touristique fait partie.
Le tableau suivant résume pour sa part la répartition des emplois en Savoie selon les professions et catégories socioprofessionnelles (PCS) et son évolution :
|                              | Agriculteurs      | Artisans, commerçants, chefs d'entreprise | Cadres, professions intellectuelles | Professions intermédiaires | Employés            | Ouvriers            |
| ---------------------------- | ----------------- | ----------------------------------------- | ----------------------------------- | -------------------------- | ------------------- | ------------------- |
| Savoie                       | 1,3 % — (1,7 %) ↓ | 8 % — (8,1 %) ↔                           | 11,6 % — (9,3 %) ↑                  | 26,5 % — (23,4 %) ↑        | 29,4 % — (30,2 %) ↓ | 23,1 % — (27,3 %) ↓ |
| Moyenne Nationale            | 1,9 % — (2,4 %) ↓ | 6,1 % — (6,4 %) ↓                         | 16,3 % — (12,1 %) ↑                 | 25,1 % — (22,1 %) ↑        | 28,4 % — (29,9 %) ↓ | 22,2 % — (27,1 %) ↓ |
| Sources des données : Insee, |                   |                                           |                                     |                            |                     |                     |

En 1999, près de 89 000 Savoyards travaillaient hors de leur commune de résidence, soit 56,8 % d'entre eux ou encore trois actifs sur cinq. En une décennie la situation s'est amplifiée puisqu'en 2009, ce nombre est passé à près de 116 000 et le taux à 62,9 %, soit deux actifs sur trois. Dans plus de 80 % des cas, cette commune se situait elle aussi dans le département de la Savoie. Les Savoyards sont donc un peu plus nombreux à travailler dans leur commune de résidence puisqu'au niveau national ce taux était en 2009 de 65,3 %. Ils sont également plus nombreux à demeurer dans le département, avec 72,7 % de Français travaillant dans leur département respectif.
En ce qui concerne à présent le chômage, le taux de chômage établi par l’Insee en 2009 était de 5,7 % de la population active, contre 6,6 % en 1999. Ce taux, alors moins important que le taux de chômage de 8,1 % observé au niveau national, a néanmoins été marqué par la crise économique de 2009, puisque le taux de chômage pour le 4e trimestre de 2012 a été évalué par l’Insee à 8 %. Un taux qui demeure malgré-tout moins important qu'en France métropolitaine où celui-ci était alors estimé à 10,2 % pour ce même trimestre. Le département continue par ailleurs de résister en 2013, avec des hausses limitées du chômage mois par mois (par exemple de +0,2 % de février à mars 2013). Pour résumer, depuis plus d'une décennie la Savoie connait un chômage moins important que le reste de la France, mais a été touchée de la même manière par la crise de 2009.

## Entreprises du département
Au 1er janvier 2011, l'Insee recensait en Savoie 32 984 entreprises, majoritairement anciennes avec 40 % d'entreprises de 10 ans ou plus et 16 % de 6 à 9 ans. À l'inverse, les entreprises de moins d'un an ne concernaient que 12 % d'entre elles à cette période. Les entreprises en Savoie étaient alors les plus nombreuses dans le secteur du commerce, des transports et des services divers : 18 713 entreprises soit 56,7 % du total.

Au 1er janvier 2006, ces entreprises étaient au nombre de 31 209, soit une augmentation de 5,7 % en 5 ans.
Toujours en 2011, avec 5 216 nouvelles entreprises, le taux de création moyen s'élevait donc à 13 %, en baisse par rapport à 2010, le plus fort étant de 15,4 % dans le secteur de la construction. En 2009, la Savoie comptait par ailleurs 49 913 établissements actifs, 68 % d'entre eux n'employant aucun salarié, 26 % employant de 1 à 9 salariés, 3 % de 10 à 19 salariés, 2 % de 20 à 49 salariés et 1,2 % employant 50 salariés ou plus (537 établissements). Considérés les seuls établissements industriels, hors BTP et secteur public (EPIC comme EDF ou SNCF inclus), le Département compte quinze établissements de plus de 200 salariés et trois de plus de 500 salariés.
La Savoie compte par ailleurs plusieurs grands parcs d'activités que sont Savoie Technolac (unique technopôle du département) et les sites d'accueil de Val Guiers dans l'Avant-pays savoyard, Alpespace entre Montmélian et Pontcharra (Isère), Arc-Isère au commencement de la vallée de la Maurienne, et Albertville-Ugine-Tarentaise entre Albertville et Ugine. De manière plus précise, la vallée de la Maurienne comporte en outre 9 zones d'activités économiques (ZAE) et 3 zones d'activités complémentaires (ZAC), tandis que la vallée de la Tarentaise compte pour sa part un total de 10 parcs d'activités.

### Entreprises d'envergure nationale ou internationale

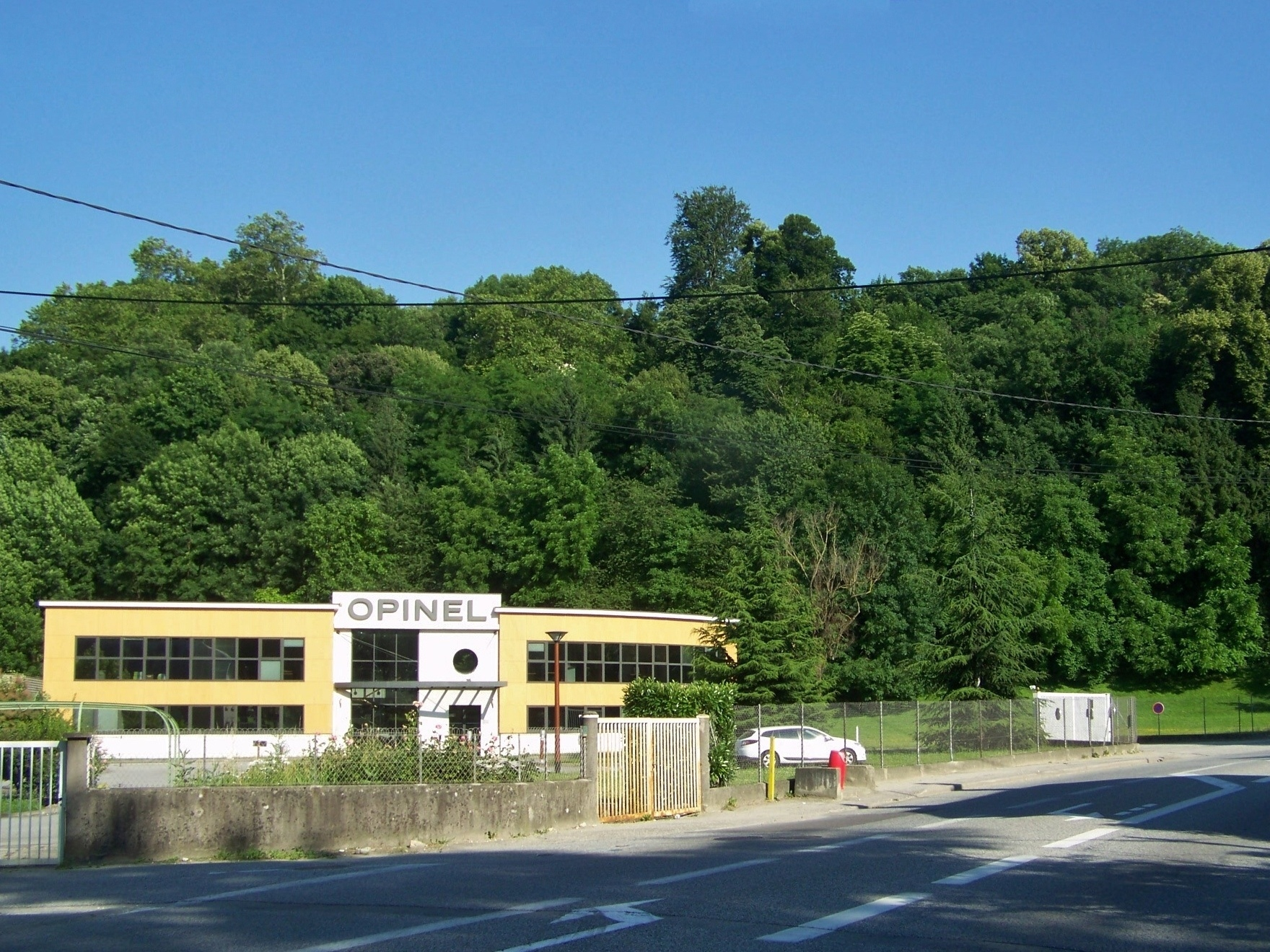
Siège et usine d'Opinel au pied de la colline de Montjay à Chambéry.

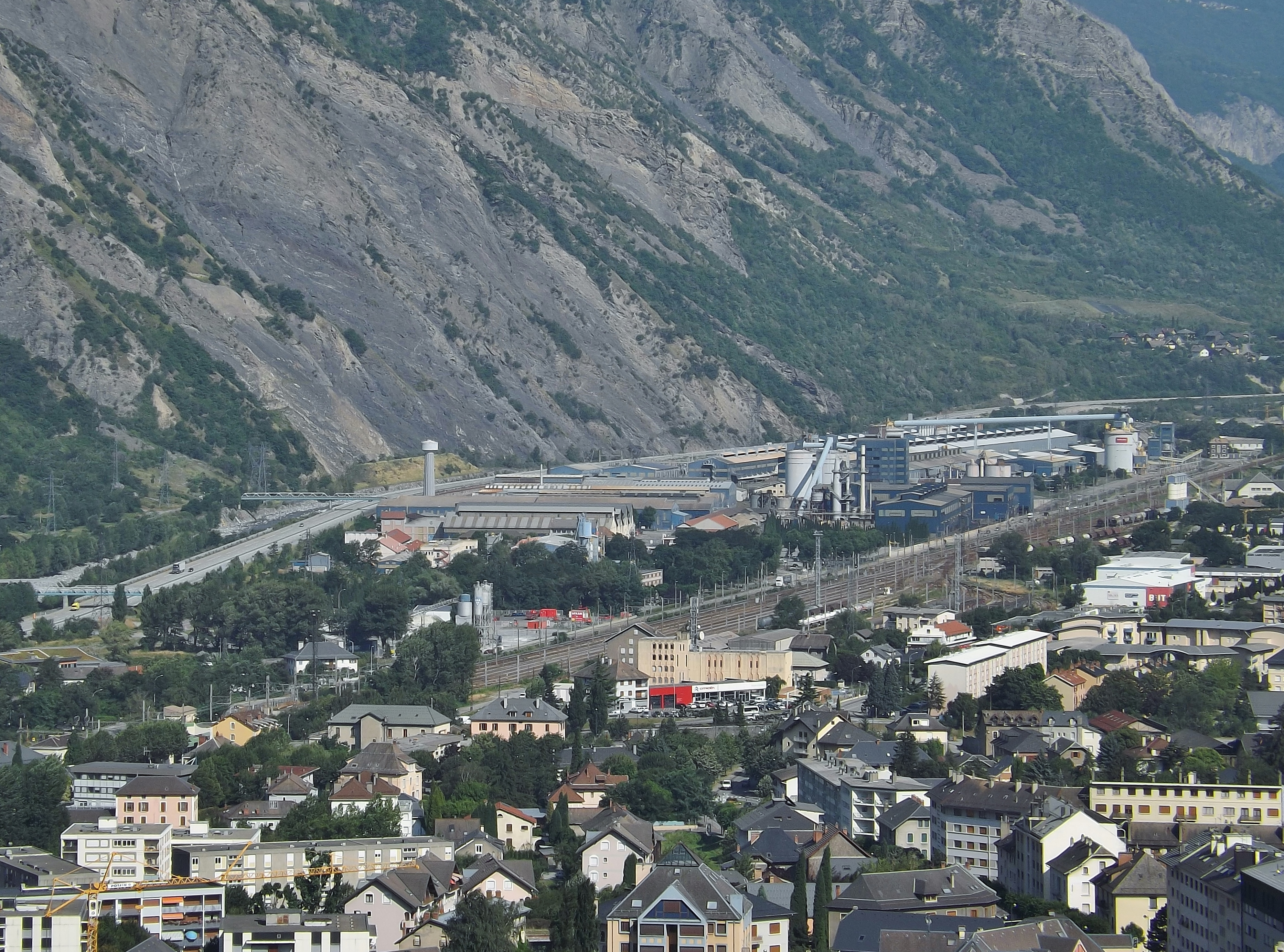
Site industriel de Rio Tinto Alcan en Maurienne, à Saint-Jean-de-Maurienne.

Ci-après sont listées les principales grandes entreprises dont le siège et/ou au moins un établissement sont situés en Savoie. En gras sont indiquées les entreprises créées en Savoie.
- Aixam créée en 1975, fabricant de voitures sans permis. Aixam est le leader en France et en Europe sur le marché de la voiture sans permis.
- Alpina Savoie, créée à Chambéry en 1892 où est demeuré son siège social, 2e producteur français de pâtes et produit aussi les crozets de Savoie ;
- Alstom, depuis le rachat d'Areva T&D, présent à Aix-les-Bains où la division Gas Insulated Substations produit des postes à isolation gazeuse pour des tensions de 245 à 550 kV ;
- Banque de Savoie, établissement bancaire né en 1912 et couvrant les deux départements de Savoie et Haute-Savoie dont le siège est à Chambéry ;
- Brasserie du Mont-Blanc, brasserie savoyarde fondée par Sylvain Chiron en 1999. Le siège social de l'entreprise se trouve en Haute-Savoie dans la commune des Houches mais les bières sont brassées en Savoie à La Motte-Servolex ;
- Cafés Folliet, torréfacteur, fondée en 1880 à Chambéry où son siège social demeure aujourd'hui situé ;
- Cascades, entreprise papetière québécoise fondée en 1964 fabriquant du carton dans son usine de La Rochette ;
- Dolin, créée aux Échelles en 1815, siège aujourd'hui à Chambéry, produit et distribue alcools et spiritueux en France et dans le monde ;
- Geodis BM, société de transport créée en 1931 à Chambéry comprenant aujourd'hui 35 filiales et possédant son siège social à Méry ;
- Iveco Magirus Camiva, constructeur de camions de lutte contre l'incendie, détenant un pôle d'excellence à Chambéry depuis 2015[28] après plusieurs années à Saint-Alban-Leysse ;
- Léon Grosse, entreprise de bâtiment et travaux publics (BTP) créée en 1881 à Aix-les-Bains, où elle a conservé aujourd'hui son siège social ;
- MSSA (anciennement La Volta puis Métaux spéciaux), créée en 1898 à Saint-Marcel en Tarentaise, et produisant aujourd'hui du sodium ;
- Opinel, entreprise productrice du couteau du même nom, créée en Maurienne en 1890 et dont le siège et l'usine principale se situent aujourd'hui à Chambéry ;
- OCV Reinforcements, présent sur l'ancien complexe de l’entreprise Saint-Gobain-Vetrotex à Chambéry, devenu le centre européen de décision du groupe en 2010[29] ;
- Rio Tinto, présente industriellement sur les sites de la Bâthie et de Notre-Dame-de-Briançon où sont produits aluminium et cathodes ;
- Rio Tinto Alcan, filiale de Rio Tinto, présente à Saint-Jean-de-Maurienne où son usine d'électrolyse produit de l'aluminium aux côtés d'un laboratoire de recherche en fabrication ;
- Routin, entreprise fondée en 1883 à Chambéry pour produire principalement le Vermouth chambérien local, aujourd'hui premier exportateur mondial de sirops[30] ;
- Tessier SARL, entreprise spécialisée dans le matériel de ski assis pour les personnes handicapées, créée en 1995 et ayant son siège social à Saint-Rémy-de-Maurienne ;
- Ugitech (anciennement Forges et Aciéries électriques Paul Girod), créée en 1909 à Ugine, spécialisée dans les aciers inoxydables et les alliages, filiale de Schmolz + Bickenbach.

Dans la grande distribution, la Savoie est couverte par des hypermarchés et supermarchés des enseignes Carrefour (2 hypermarchés dans la seule agglomération chambérienne), E.Leclerc, Intermarché, Géant, Super U, Hyper U, ainsi que par des enseignes de grande distribution spécialisée telles que Castorama, Darty, Saint-Maclou ou Gémo. La Savoie accueille aussi bien évidemment des établissements de production de la SNCF (chemins de fer), d'EDF et ERDF (électricité), GDF Suez (gaz), La Poste (courrier) ou encore France télécom (téléphonie fixe et mobile). Le secteur bancaire et leurs agences situées sur tout le territoire sont également présents en Savoie, de même que les enseignes issues de chaînes ou franchises telles les Galeries Lafayette, McDonald's, la Fnac ou des enseignes de groupes pétroliers ou de garages automobiles par exemple.

## Grands secteurs d'activité

### Agriculture

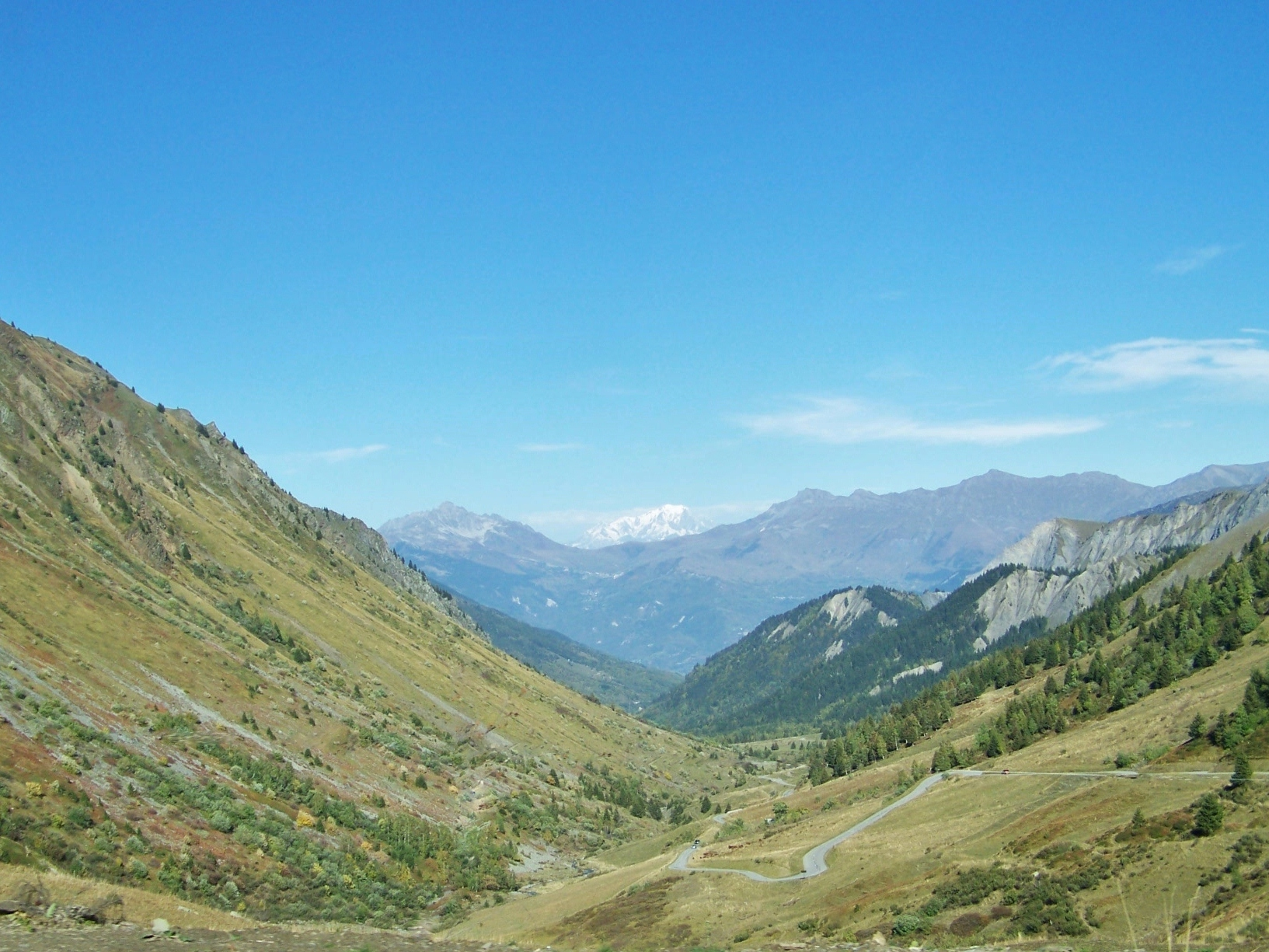
86 % des terres agricoles en Savoie sont des surfaces en herbe du fait de la haute-montagne. Elles constituent les nombreux alpages du département, comme ici l'alpage de Sous le Col, sous le col du Glandon (Saint-Colomban-des-Villards).

L'agriculture en Savoie ne représente en moyenne selon la Fédération départementale des syndicats d'exploitants agricole (FDSEA) de la Savoie que 1 % du PIB annuel. Proches de ce pourcentage, les comptes de l'agriculture en Rhône-Alpes établis par la Direction régionale de l'Alimentation, de l'Agriculture et de la Forêt (DRAAF) de Rhône-Alpes pour 2009 donnaient en effet une production agricole en Savoie de 197 millions d'euros, quand l'Insee établissait en 2005 un PIB de près de 12 milliards d'euros. Selon ces mêmes comptes de la DRAAF Rhône-Alpes pour 2009, cette production concernait pour moitié la production végétale (99 M€), pour 41 % la production animale — dont lait et produits laitiers — (80 M€) et pour 8 % la production de services (16 M€). À noter également que cette production agricole de 197 millions d'euros est la plus faible de la région selon ces comptes.
Cette « faiblesse » de la présence de l'agriculture peut s'expliquer notamment par le faible niveau d'espaces agricoles : 192 000 hectares soit 31 % du territoire savoyard utilisé pour l'agriculture, c'est-à-dire 20 points de moins par rapport à la moyenne nationale (51 %) selon l'Observatoire des territoires de la Savoie, qui explique que les deux tiers restants représentent des forêts et des zones urbanisées, et que seules 7 % des surfaces agricoles ne sont pas utilisées. Pour autant, cette surface est demeurée sensiblement la même depuis 1988, bien que le nombre d'établissements aient diminué (près de 3 exploitations sur 10 disparues entre 2000 et 2010, pour un taux annuel estimé à 4 %). Les nouveaux agriculteurs possèdent donc aujourd'hui des exploitations plus grandes (en moyenne de plus de 55 % depuis 2000, passant à 42 ha par exploitation) et plus spécialisées que celles de leurs aînés (2 750 exploitations en 2010).
L'Observatoire mettant également en avant le fait que la Savoie soit avant-tout un territoire de montagne, les surfaces en herbe représentant ainsi 86 % des surfaces agricoles, contre un peu moins de 7 % pour les terres labourables (utilisées à 53 % pour la culture des céréales — principalement le maïs — et 37 % pour les cultures fourragères) et 2 % pour les terres en vignes.
Enfin l'Observatoire constate que « l'agriculture savoyarde est très largement tournée vers la qualité (AOC, IGP, agriculture biologique) ». Il appuie cette affirmation par la production sous signe officiel de qualité de près d'une exploitation sur deux (principalement Appellation d'origine contrôlée, puis Indication géographique protégée), et 80 exploitations savoyardes sont tournées vers l'agriculture biologique.

#### Productions végétales

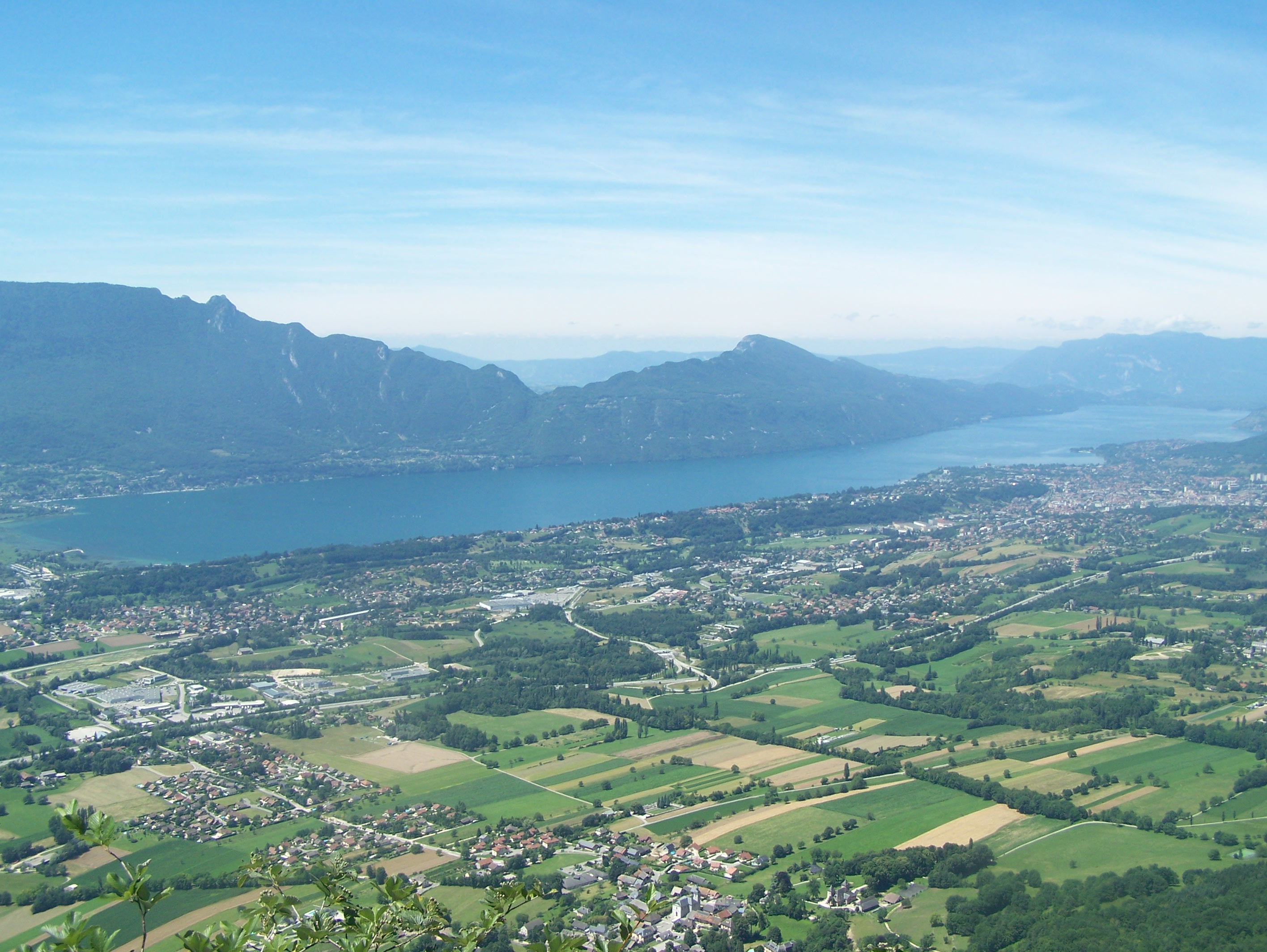
Champs agricoles au sud-est du lac du Bourget (Méry et Drumettaz-Clarafond).

La production végétale en Savoie a représenté la moitié de la production totale en valeur en 2009, c'est-à-dire 99 sur 197 millions d'euros. En 2010, cette part était estimée à 54 %, soit en augmentation de 9 %. Cette évolution a été notamment liée à la valeur des céréales, augmentée de 37 %, parmi lesquels le maïs qui en a représenté les trois quarts (toujours en valeur). La production de fruits représentait pour sa part en 2009 et 2010 respectivement 9 % et 8 % de la production végétale. Pour la production viticole, cette part était de 26 % en 2010 (29 % en 2009 pour les vins d'appellation).

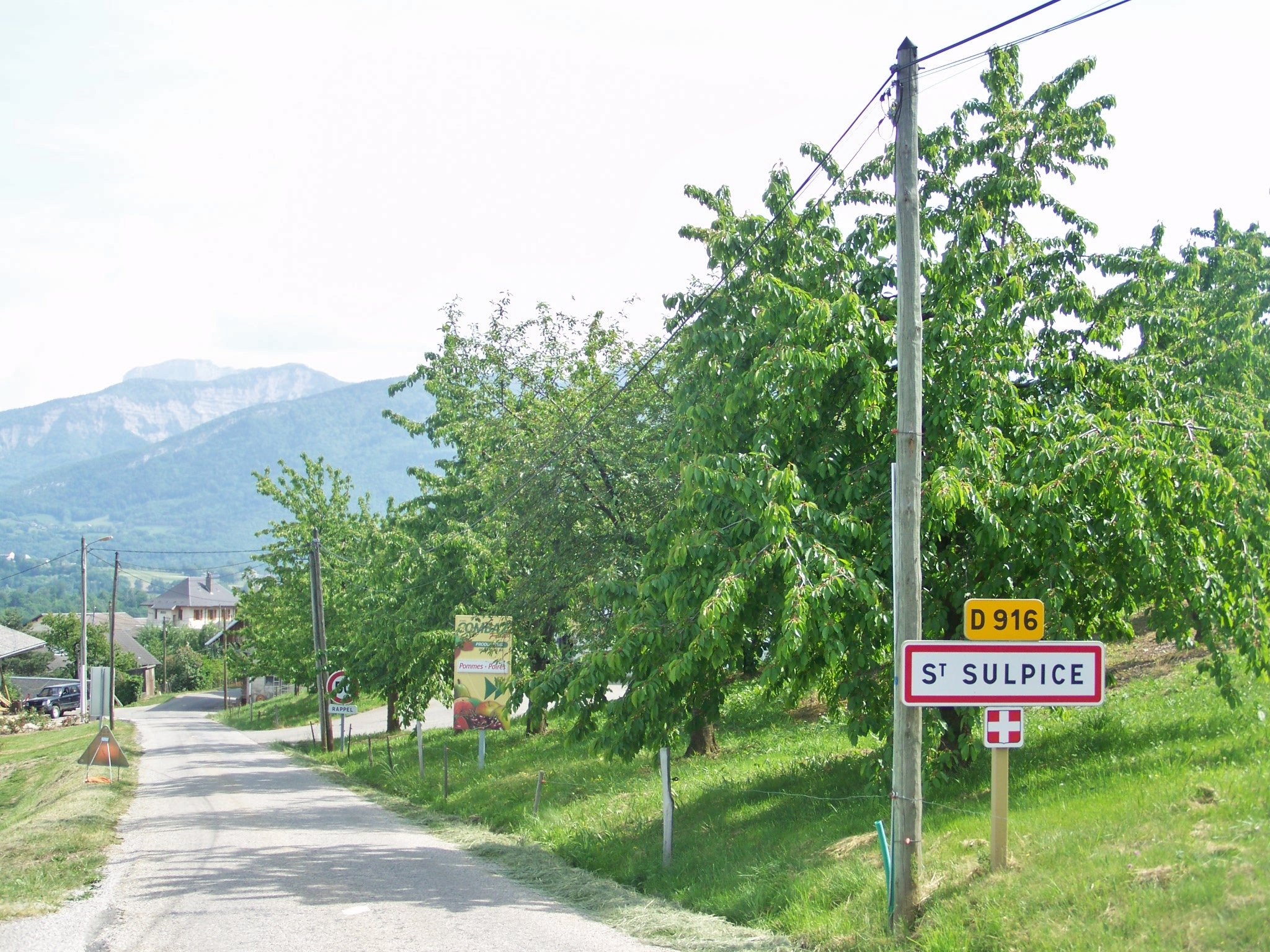
Saint-Sulpice, commune possédant de nombreux arbres fruitiers.

En matière de production de céréales, c'est le maïs qui représente la plus grande part de la production, puisque selon la Chambre d'agriculture de Rhône-Alpes, 74 % des surfaces céréalières sont utilisées pour la production de maïs, un chiffre similaire à celui de l'Insee, qui établissait cette part à 75,6 % en 2012. Toujours selon l'Insee, le maïs était alors suivi par le blé tendre à hauteur de 11,5 %, puis à de beaucoup plus faibles parts par l'orge et l'escourgeon (4,6 %). Du côté des oléagineux (527 ha), le colza en représentait 6 %, les protéagineux étaient représentés en totalité par les pois protéagineux (13 ha), et les pommes de terre disposaient de 126 ha de production. Enfin, toujours en 2010, les fourrages annuels représentaient pour leur part 53 hectares, et les surfaces toujours en herbe disponibles couvraient 114 461 ha (soit la 3e plus grande superficie de la région Rhône-Alpes). Au total, les 6 715 ha de céréales ont produit 510 730 quintaux de céréales en 2010, soit un rendement moyen de 76 quintaux par hectare.
Pour la production fruitière, les surfaces utilisées représentaient 396 ha en 2008, sans compter les 2 012 ha de vignes. En tête des fruits arrivaient alors les pommes et les poires, avec respectivement 306 et 69 ha consacrés à leur production. Étaient également présents 19 ha pour les pêches et dérivés, et 2 ha pour les cerises. En volumes, la Savoie a produit cette même année 8 489,7 tonnes de pommes de table, 987,4 tonnes de poires, 243,9 tonnes de pêches et dérivés, et 14,3 tonnes de cerises. En ce qui concerne les vignes, celles-ci ont en outre produit 14 648,7 tonnes de raisin.
Le département de la Savoie est également producteur d'alcools et d'eaux-de-vie à base de divers fruits et plantes tels que le génépi, la gentiane bleue ou jaune ou l'absinthe. Il est également le seul département de la région Rhône-Alpes à héberger une cidrerie (la Cidrerie de Savoie), établie sur la commune de Novalaise dans l'Avant-pays savoyard et produisant quelque 200 000 bouteilles par an.

#### Production viticole

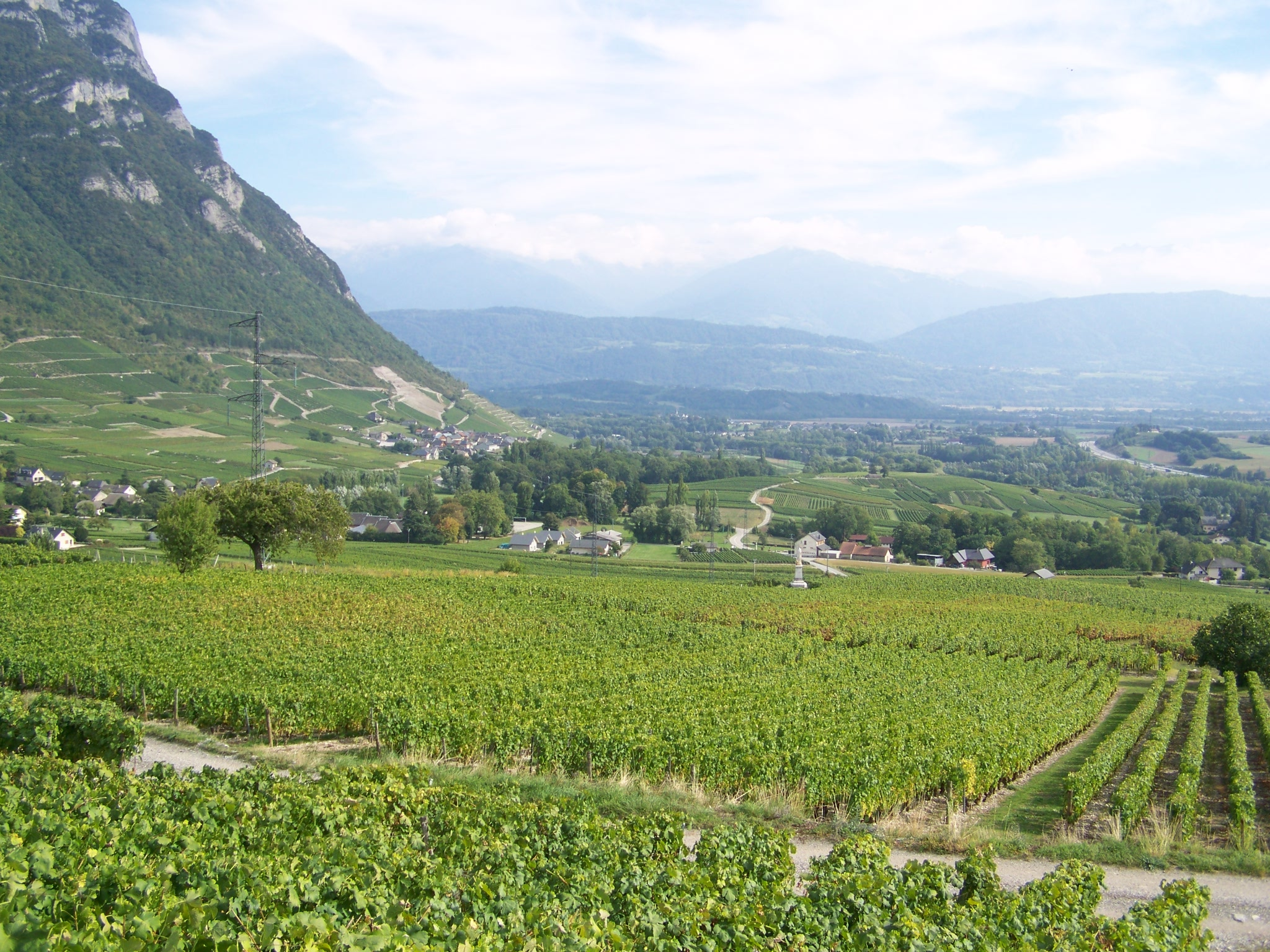
Le vignoble de Chignin, dans la cluse de Chambéry, au pied du massif des Bauges.

Outre la production de raisin, les vignes sont également et principalement utilisées en Savoie pour la production viticole, c'est-à-dire du vin. Le vignoble de Savoie, région viticole française, s'étend sur quelque 2 200 hectares en Savoie, Haute-Savoie, Ain et Isère, dont la majorité (1 550 hectares) est située en Savoie. Il produit aujourd'hui principalement l'appellation d'origine contrôlée (AOC) intitulée « vin de Savoie », déclinée en 16 dénominations géographiques, dont 11 en Savoie. En outre, depuis 2014 est autorisée par l'Institut national de l'origine et de la qualité (INAO) la production de vins effervescents sous l'appellation « crémant de Savoie », dont les premières bouteilles sont attendues pour la fin de l’année 2015.
La culture de la vigne et du vin en Savoie remonte à l'Antiquité où des auteurs comme Pline l'Ancien ou Columelle la mentionnent dès le Ier siècle av. J.-C.. Elle se poursuit au fil des siècles, à des cadences plus ou moins importantes mais quasiment sans interruption jusqu'à nos jours. Aujourd'hui la vigne possède une place prépondérante dans l’économie agricole savoyarde, avec une part estimée en valeur pour 2010 à près de 30 % de la production végétale et 15 % de la production agricole totale, soit 29,2 millions d'euros, et ce rien que pour les vins d'appellation.

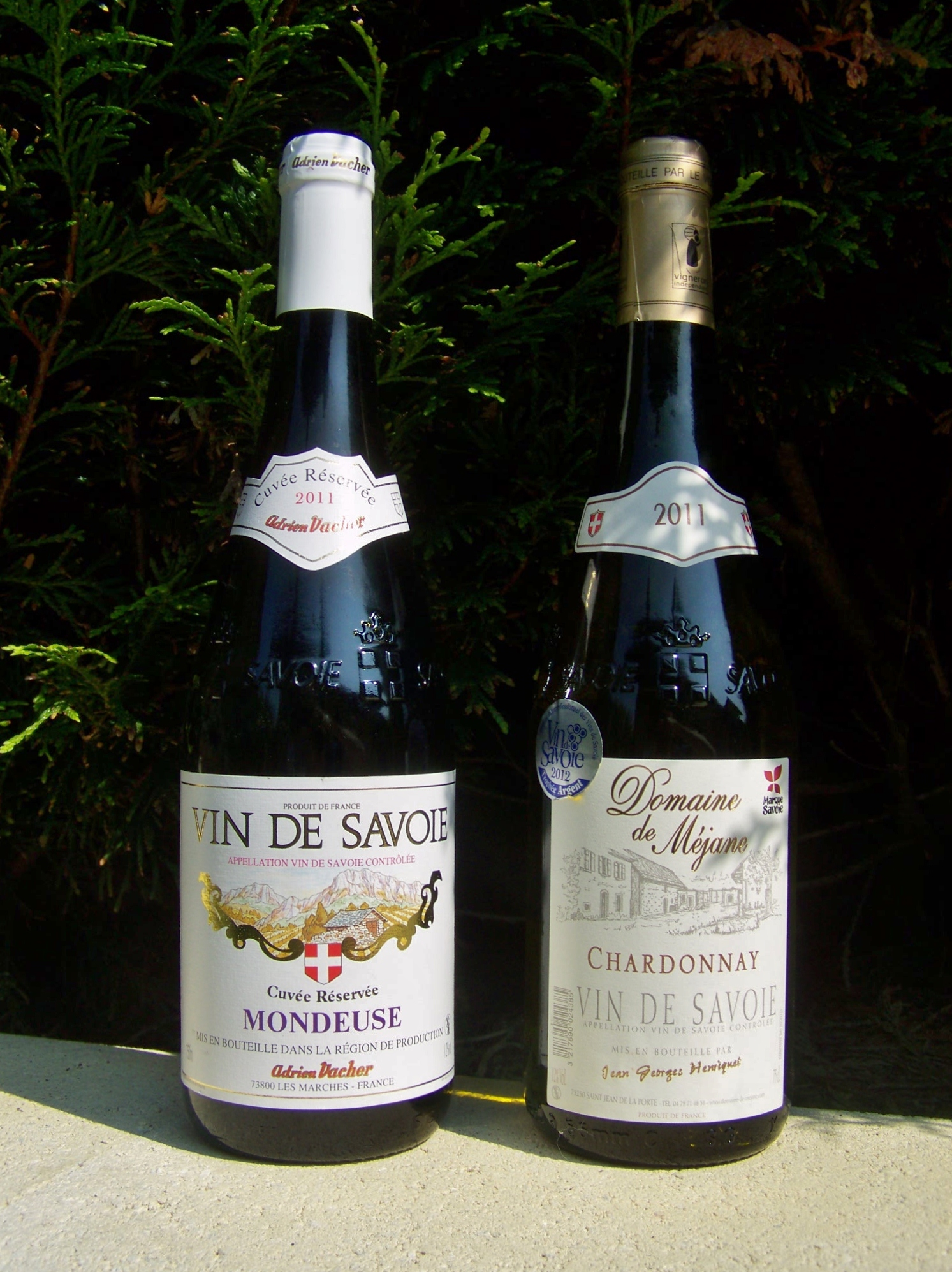
Bouteilles de Mondeuse et de Chardonnay produites aux Marches et à Saint-Jean-de-la-Porte.

La Savoie produit des vins rouges, blancs ou rosés, couverts par deux principales AOC : « Vin de Savoie » et « Roussette de Savoie ». La première se décline en 11 dénominations géographiques que sont : Abymes (blancs), Apremont (blancs), Arbin (rouges), Chautagne (blancs et rouges), Chignin (blancs et rouges), Chignin-bergeron (blancs), Cruet (blancs), Jongieux (blancs et rouges), Montmélian (blancs), St-Jean-de-la-porte (rouges) et St-jeoire-prieuré (blancs). La seconde n'en possède pour sa part que 3, Marestel, Monterminod et  Monthoux, produite uniquement sur 24 ha et ne concernant que des vins blancs. Les vignobles sont notamment présents dans la combe de Savoie, la cluse de Chambéry (Chambéry dont les vignobles de Saint-Alban-Leysse et de Saint-Baldoph sont les plus proches, à 5 ou 6 km) et sur les rives nord (Chautagne) et ouest (Jongieux) du lac du Bourget.
Le vignoble de Savoie comptabilise en outre 23 cépages, dont 11 principaux. En Savoie ces cépages sont notamment la Jacquère, la Roussanne et l'Altesse pour les blancs, et la Mondeuse, le Gamay ou le Persan pour les rouges. Moins présents, s'ajoutent également le Chardonnay (blancs), le Pinot noir ou le Cabernet sauvignon (rouges). Les vins rosés ne possèdent pas de dénomination géographique mais peuvent concerner l'ensemble des cépages rouges.
Le département de la Savoie produit surtout du vin blanc, où il est présent dans la majorité des déclinaisons géographiques AOC (10 AOC blancs, 2 rouges et 3 blancs et rouges). La production en 2006 s'est élevée pour les AOC Roussette de Savoie et Vin de Savoie à 128 899 hectolitres, soit 6,4 % de la production AOC régionale (un peu plus de 2 millions d'hL). En outre, à partir de 2014, les viticulteurs savoyards pourront produire et mettre en bouteille des vins d'appellation « crémant de Savoie », le 7e crémant à être validé en France.
Hormis le vin, les produits de la vigne servent à la production d'autres alcools, parmi lesquels le marc de Savoie ou encore le Vermouth rouge de Chambéry.
Enfin, le département de la Savoie est le deuxième pépiniériste viticole français, avec 20 millions de pieds de vignes commercialisés chaque année. Cette production se fait essentiellement dans la combe de Savoie (Fréterive, Aiton, Saint-Pierre-d'Albigny) et les matériels viticoles sont fournis pour moitié en Champagne, puis dans le Bordelais (15 %).

#### Productions animales

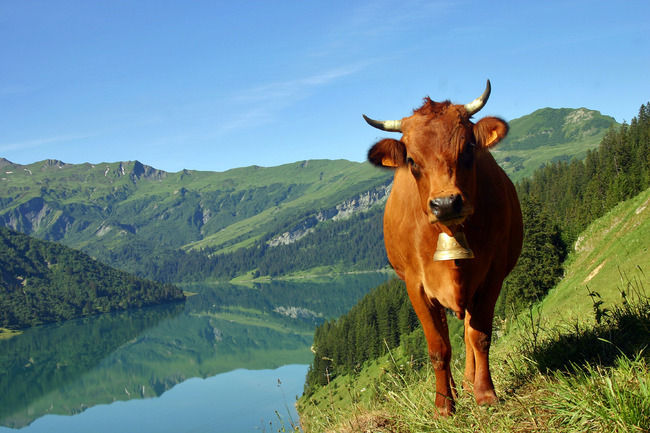
Vache Tarine devant le lac de Roselend.

En 2009, la production animale hors subventions était évaluée à 80 millions d'euros, représentée en priorité par le lait et les produits laitiers (54 millions d'euros, soit 61 %). Le bétail représentait alors un peu moins de 24 % de cette production, et les produits avicoles (tels que les œufs) 5 %. L'année suivante, les comptes provisoires de l’agriculture faisaient état d'une production animale de 92,3 millions d'euros, soit une légère augmentation. Parmi cette production, le lait de vache en représentait là encore la majorité, avec 64 millions d'euros (69 %).

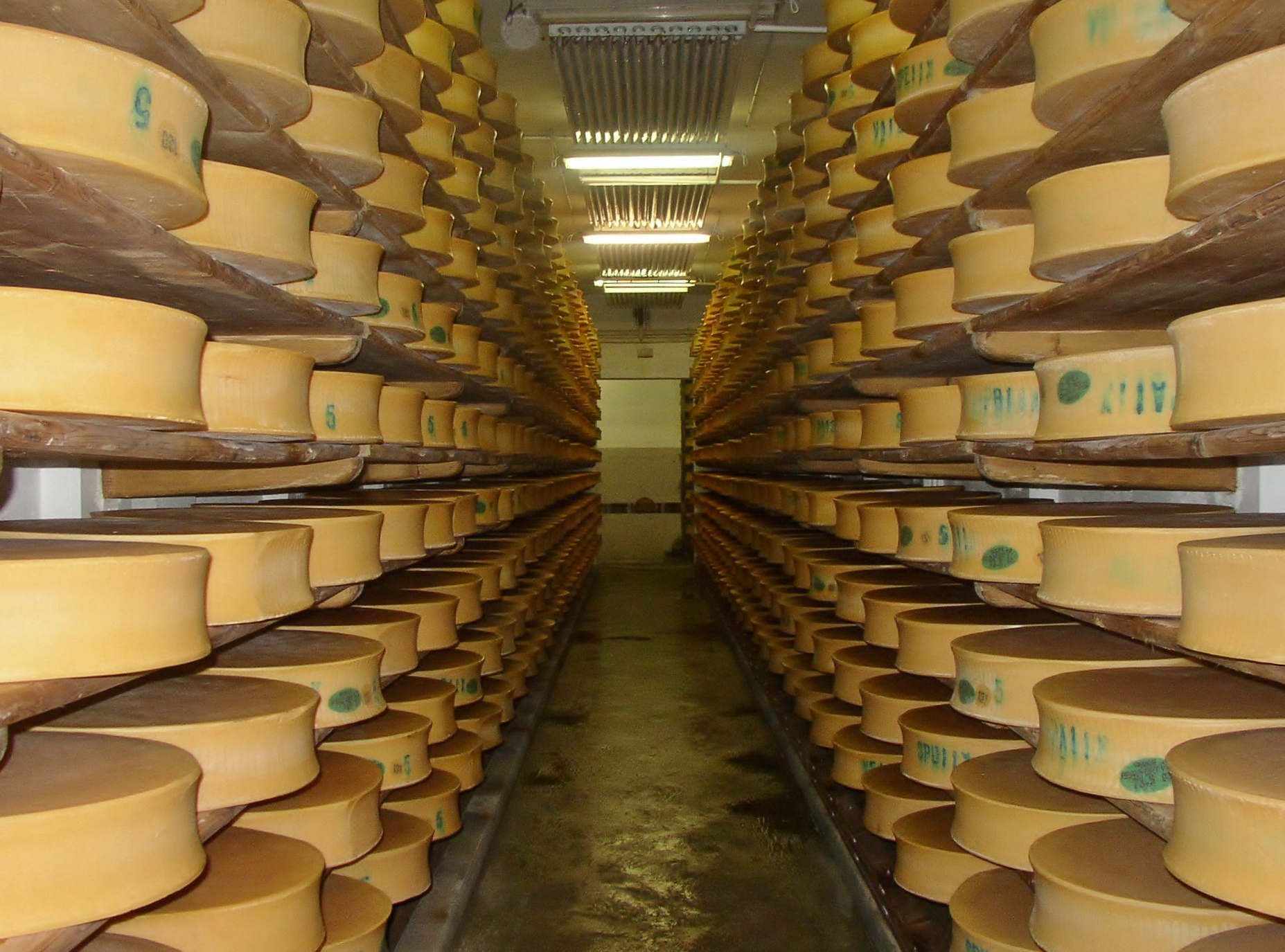
Cave de Beaufort à Beaufort.

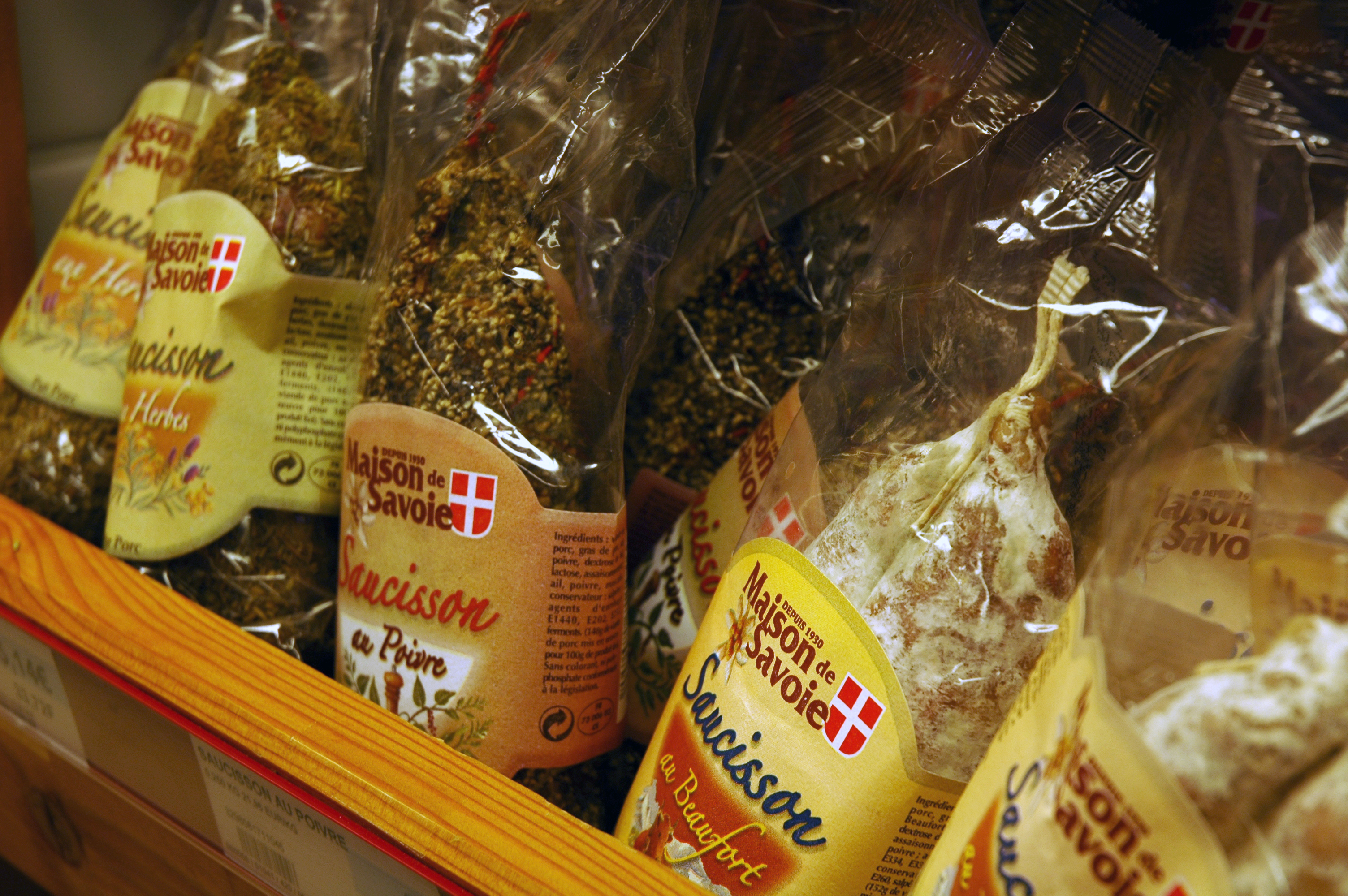
Saucisson de Savoie à base de porc en vente à Méribel-Mottaret.

Cette prépondérance du lait et des produits laitiers est due à l'importance des surfaces en herbes, principalement des alpages, représentant 86 % des terres agricoles de la Savoie. À cet égard, l'agriculture savoyarde est connue pour son élevage bovin et la production locale de nombreux fromages parmi lesquels le Beaufort, la Tome des Bauges, la Tomme de Savoie, le Bleu de Termignon, la Raclette, l'Emmental de Savoie, le Gruyère de Savoie ou encore le fromage de l'Abbaye de Tamié. À ces fromages peut également s'ajouter le Reblochon, majoritairement produit en Haute-Savoie mais dont une partie de la production est aussi effectuée en Savoie, dans le val d'Arly. Au total, la Savoie compte quatre AOC pour la production de ses fromages, réalisée par quelque 300 producteurs.
Le cheptel bovin de la Savoie en 2011 était constitué selon l'Insee de 69 340 têtes, soit 0,4 % de l'ensemble du territoire national, contre 6 440 porcins, 40 870 ovins et 8 030 caprins. Les principales races bovines présentes dans le département sont la Tarine, l'Abondance et la Montbéliarde. Le panorama de l'agriculture et de l’agro-alimentaire en Rhône-Alpes de 2011 indiquait pour la Savoie une production de 128 millions de litres de lait de vache (113 millions pour le panorama de 2008). La filière laitière caprine est en comparaison moins présente en Savoie puisque la moitié de la production de lait de chèvre en Rhône-Alpes (63 millions de litres) est issue des seuls départements de l'Ardèche et de la Drôme.
Du côté des viandes, le panorama de janvier 2011 indique pour la Savoie la production de 3 000 tonnes équivalent carcasse (tec) pour la viande bovine (6e place partagée avec la Drôme), 1 500 tec pour la viande porcine (plus faible production de la région), et 700 tec pour la viande ovine (5e place régionale). La viande de chèvre est beaucoup plus marginale, la Savoie et la Haute-Savoie se partageant 10 % de la production rhônalpine, s'élevant à 1 380 tonnes (soit moins de 100 tonnes pour chaque département). En ce qui concerne la volaille de chair, la production des deux départements de la Savoie et de la Haute-Savoie est déclarée confidentielle par le Panorama 2011, une donnée confirmée par le rapport de l'Institut technique de l'aviculture et par celui de l'Agreste Rhône-Alpes 2008 qui atteste malgré-tout d'une production marginale dans la région : 4 exploitations pour la filière « Volailles de chair » (6 toutes filières) selon l'enquête 2008 de l’AGRESTE. Les filières « Œufs de consommation » et « Élevage et mixte » restent toutefois indiquées comme « secret statistique ».
Le département de la Savoie compte actuellement 4 abattoirs et un nouvel établissement est en cours de réalisation à Chambéry (fin des travaux prévus fin 2013). La viande produite en Savoie est ensuite beaucoup utilisée en charcuterie, par confection de saucissons (avec des spécialisations locales tels Beaufort ou génépi) ou de diots (saucisses savoyardes) par exemple.
Pour ce qui concerne l'aquaculture, le Panorama de 2011 indique en outre la présence de 60 pêcheurs professionnels pêchant 500 tonnes de poissons sauvages sur les lacs alpins (soit une zone que l'on suppose concerner les départements de l'Isère, de la Savoie et de la Haute-Savoie).
Enfin le département de la Savoie est un producteur assez important de miel. Toujours selon un rapport de l'Agreste sur l'apiculture en Rhône-Alpes de juin 2012, le département de la Savoie a produit en 2010 quelque 210 tonnes de miel, le situant donc au 4e rang régional, pour une part régionale de plus de 13 % et une part au niveau national de 1,4 %. Le nombre de ruches est demeuré stable sur la décennie 2000-2010, passant de 11 450 à 11 430, tandis que le nombre d'exploitations détenant des ruches a lui été divisé de moitié, de 510 à 250 exploitations (dont 160 exploitations spécialisées et 75 Unités territoriales agricoles (UTA) en 2010). Enfin, le secteur compte une part élevée d'exploitations assurant leurs ventes en circuit court (c'est-à-dire directement ou avec très peu d'intermédiaires entre elles et les consommateurs finaux), concernant 150 exploitations, dont 54 % réalisent plus de trois quarts de leurs ventes de cette manière.

### Industrie

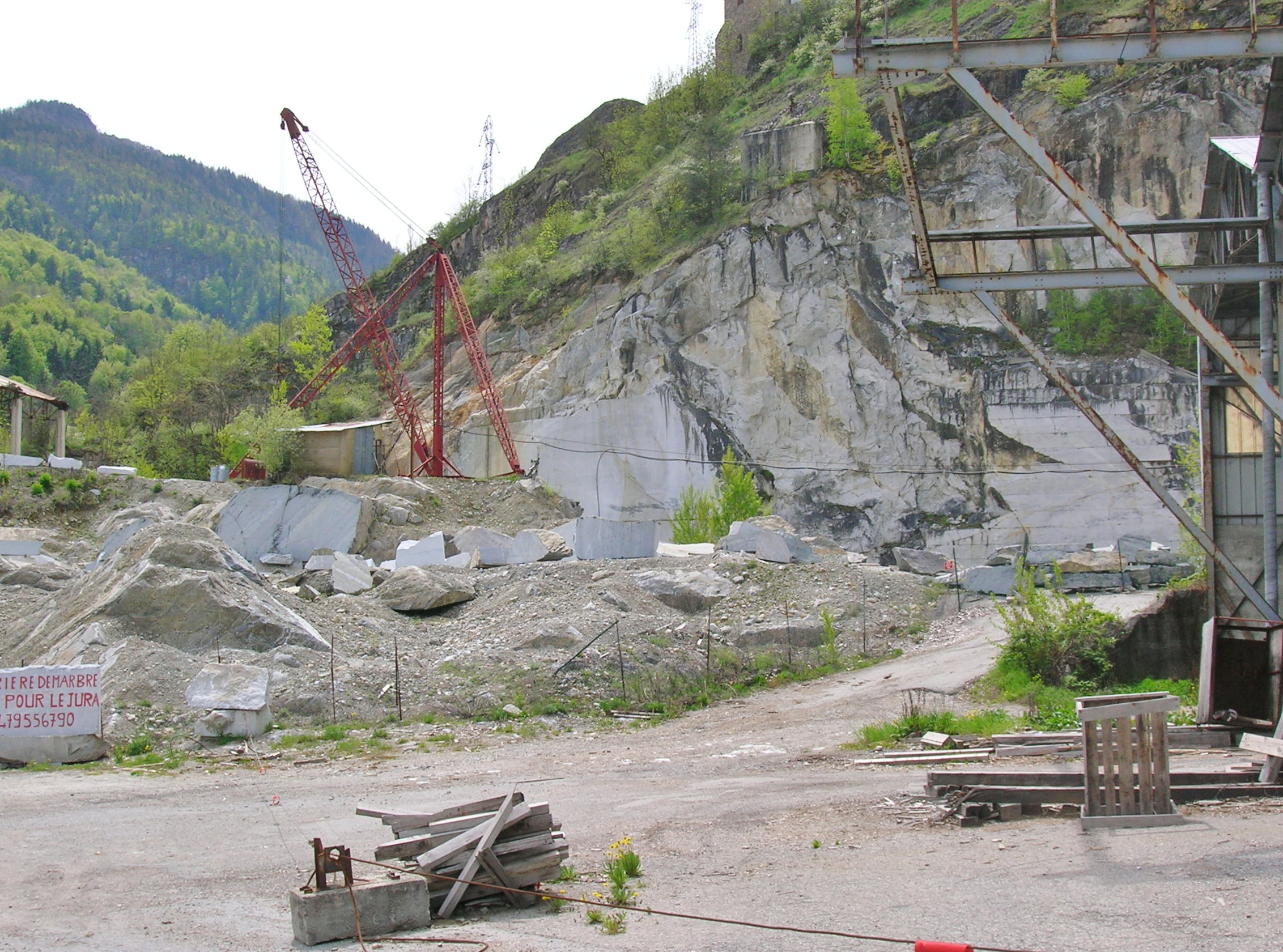
La carrière de marbre de Villette.

Le secteur de l'industrie était en 2009 en Savoie le 4e employeur avec 18 716 salariés, derrière le secteur des services, du commerce et des services aux entreprises, en légère baisse (-6,2 %) par rapport à 2005 où ses 19 951 salariés la plaçaient encore à la 3e place devant les services aux entreprises. Il s'agit par ailleurs de l'unique secteur où les effectifs ont diminué sur cette période dans le département. D'après les analyses du produit intérieur brut régional effectuées par l'Insee, l'Institut de la statistique analysait une part de l'industrie dans le PIB savoyard de l'ordre de 13 % et en concluait que « la Savoie et le Rhône, de par leur structure, (sont) les moins industriels ». Pour autant l'année 2011 a été marquée par la création de 236 établissements industriels, lesquels ne représentant toutefois que 4,5 % des 5 216 nouveaux établissements créés dans le département.
Au 1er janvier 2010, l'Insee et le Répertoire des Entreprises et des Établissements recensaient en Savoie un total de 2 568 établissements industriels, répartis en 1 281 sans salariés (49,9 %), 904 de 1 à 9 salariés (35,2 %), 298 de 10 à 49 salariés (11,6 %) et 85 de 50 salariés et plus (3,3 %). Les établissements de 200 salariés et plus étaient pour leur part au nombre de 18.

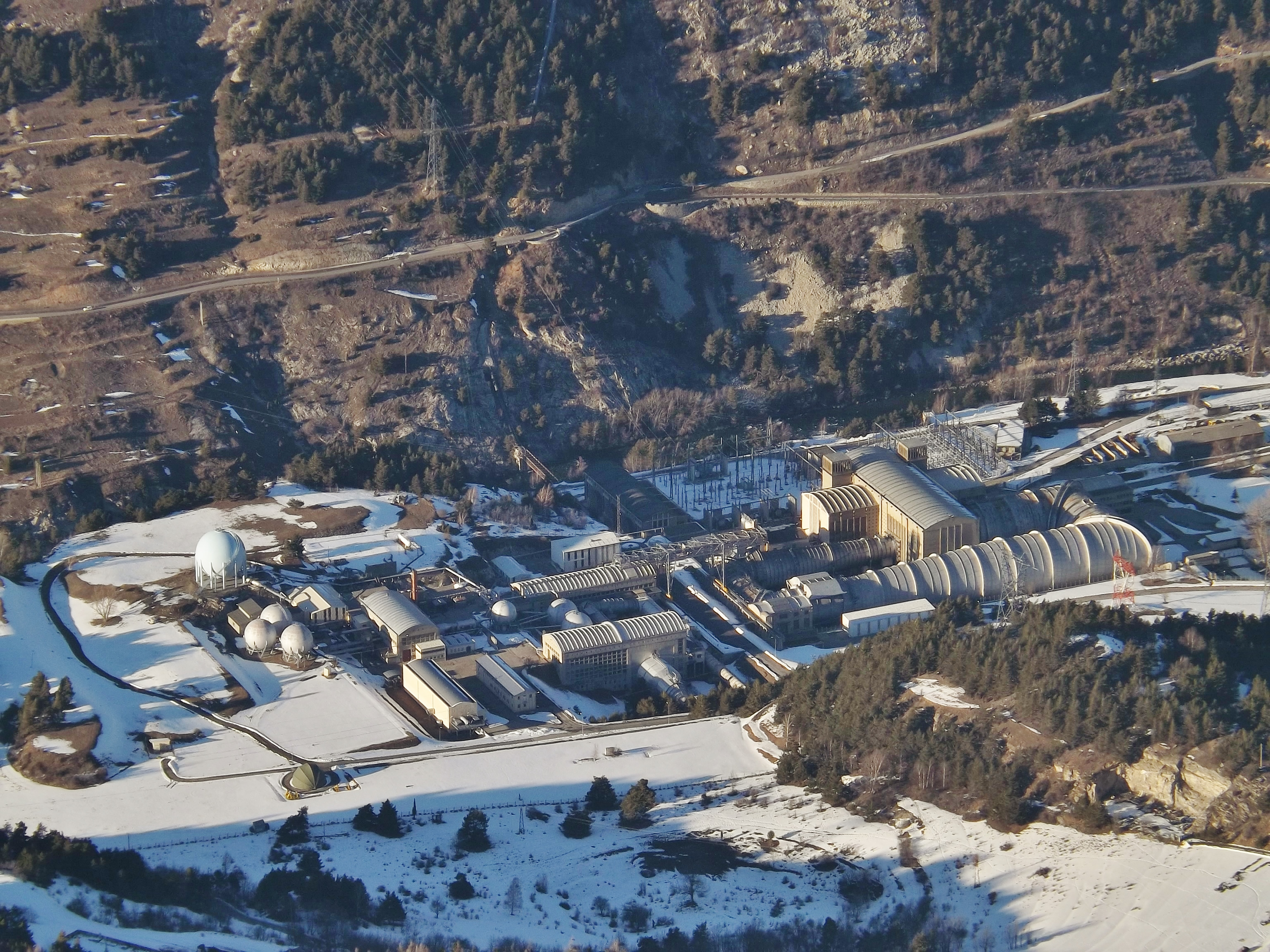
L'Office national d'études et de recherches aérospatiales à Avrieux.

D'après les données provisoires de Pôle emploi (Unistatis) au 31 décembre 2010, les premiers secteurs d'activité industriels en termes d'établissements étaient en Savoie la fabrication alimentaire et de boissons (374 établissements), les autres industries manufacturières telles que la réparation et installation de machines et équipements (214 établissements) et la métallurgie et fabrication de produits métalliques hors machines et équipements (141 établissements). Cette dernière activité arrive néanmoins en tête considéré le nombre d'emplois salariés, hors intérimaires, qu'elle propose (5 440 salariés), suivie par la fabrication alimentaire et de boissons (3 202 salariés) et la fabrication d'équipements électriques (2 456 salariés). Cette activité représente néanmoins la plus forte proportion d'emplois dans le département par rapport au total de la région Rhône-Alpes, à savoir 10 % (8,6 % pour la métallurgie).

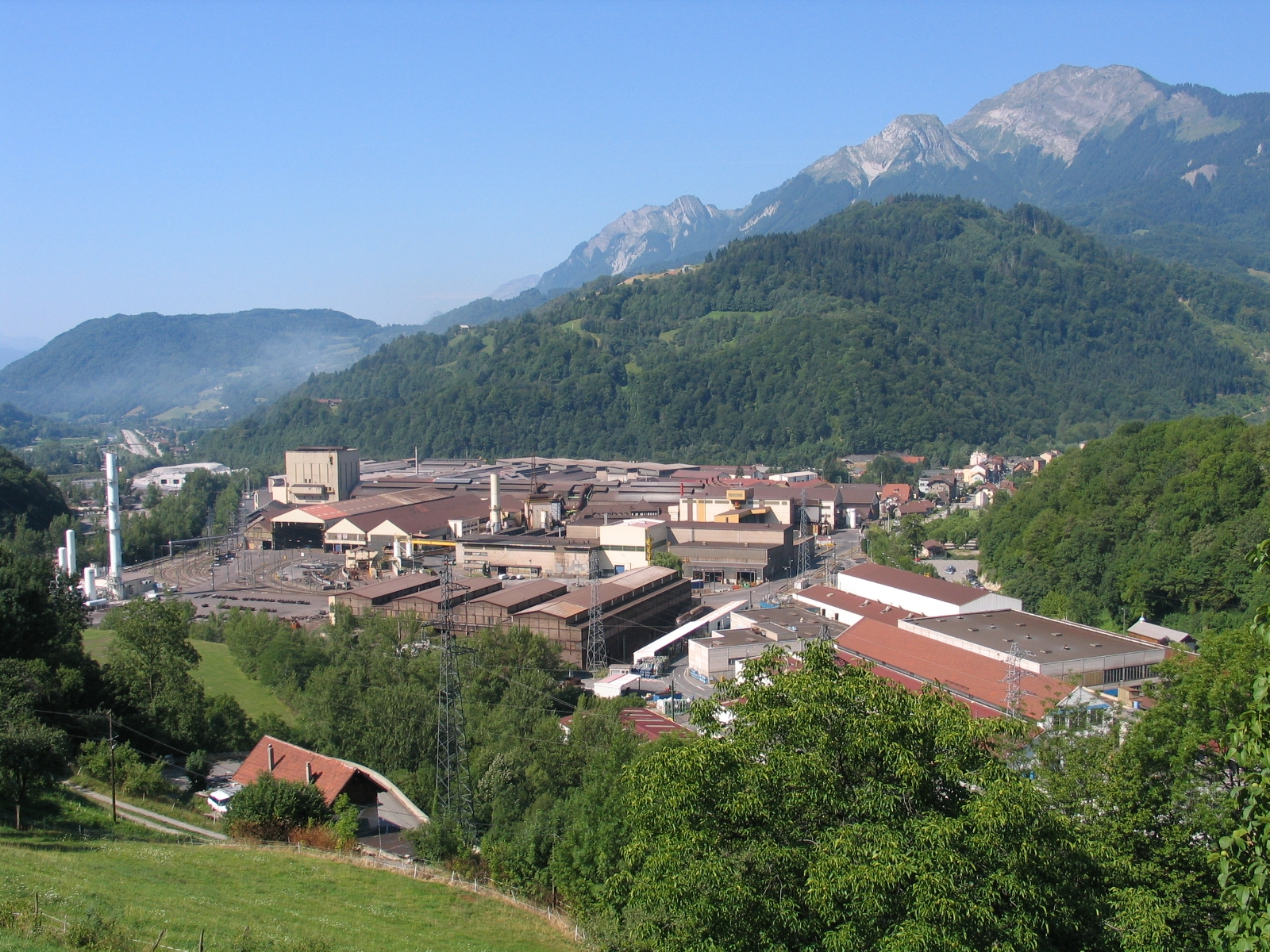
Le domaine d'Ugitech (aciers inoxydables et alliages) à Ugine.

Les autres secteurs employant plus de 1 000 salariés sont ceux du travail du bois et de l'industrie du papier, de la fabrication de produits en caoutchouc, plastique et autres produits minéraux non métalliques, mais aussi des machines et équipements, et de production d'électricité, de gaz et d'eau et de retraitement des déchets. La Savoie connait aussi des activités d'extraction (carrières), rendue possible par la présence de nombreuses roches telles que l'ardoise, le quartzite, le schiste, le fer, le cuivre ou le marbre.
L'industrie chimique est également présente au sein du département, comme dans l'usine de Saint-Jean-de-Maurienne qui utilise l'électrolyse dans le cadre de sa production d'aluminium, ou celle de MSSA (Métaux Spéciaux), qui produit du sodium à Saint-Marcel. Des sociétés comme Ugitech à Ugine maîtrisent pour leur part les alliages, en particulier faits d'acier inoxydable. En outre, la Savoie possède également un pied dans le secteur de l'industrie aérospatiale, avec l'Office national d'études et de recherches aérospatiales (ONERA) basé à Avrieux. Crée en 1946, ce dernier réalise études et recherches qu'il soumet aux grands acteurs de cette industrie grâce à des moyens de calculs intensifs et le parc de souffleries le plus complet et puissant au monde (12 souffleries, dont 3 de classe mondiale). Dans l'industrie chimique, 6 sites sensibles sont recensés en raison de l’utilisation de produits toxiques pouvant conduire à des nuages toxiques, incendies ou explosions (3 en Maurienne, 1 à Ugine, dans la combe de Savoie et en Tarentaise).
Dans le domaine de l’énergie et du bâtiment, le technopôle de Savoie Technolac au nord de Chambéry abrite le plus important cluster français dans le domaine de l’énergie[réf. souhaitée] ainsi que pôle d'excellence énergies et réseaux. Il regroupe notamment l'Institut national de l'énergie solaire mais aussi le Centre d’Ingénierie Hydraulique d’EDF ou Energy Pool de Schneider Electric, ainsi que de nombreuses start-up innovantes du domaine.
Enfin le département de la Savoie est un producteur important d'hydroélectricité par énergie hydraulique et possède à cet égard plusieurs centrales hydrauliques et barrages en montagne, dont les deux plus importants de France en termes de hauteur et de quantité d'eau retenue : les barrages du Chevril et de Roselend. Ces centrales sont au nombre de 11 dans le département, réparties en 5 centrales lac, 3 centrales éclusées et 2 centrales fil de l'eau (centrale d'Avrieux non précisée), ainsi que 2 stations de pompage. En outre, parmi ces centrales, 5 d'entre elles produisent plus de 250 mégawatts, 2 de 100 à 250 MW, 5 de 50 à 100 MW et la centrale d'Avrieux produit moins de 50 MW.

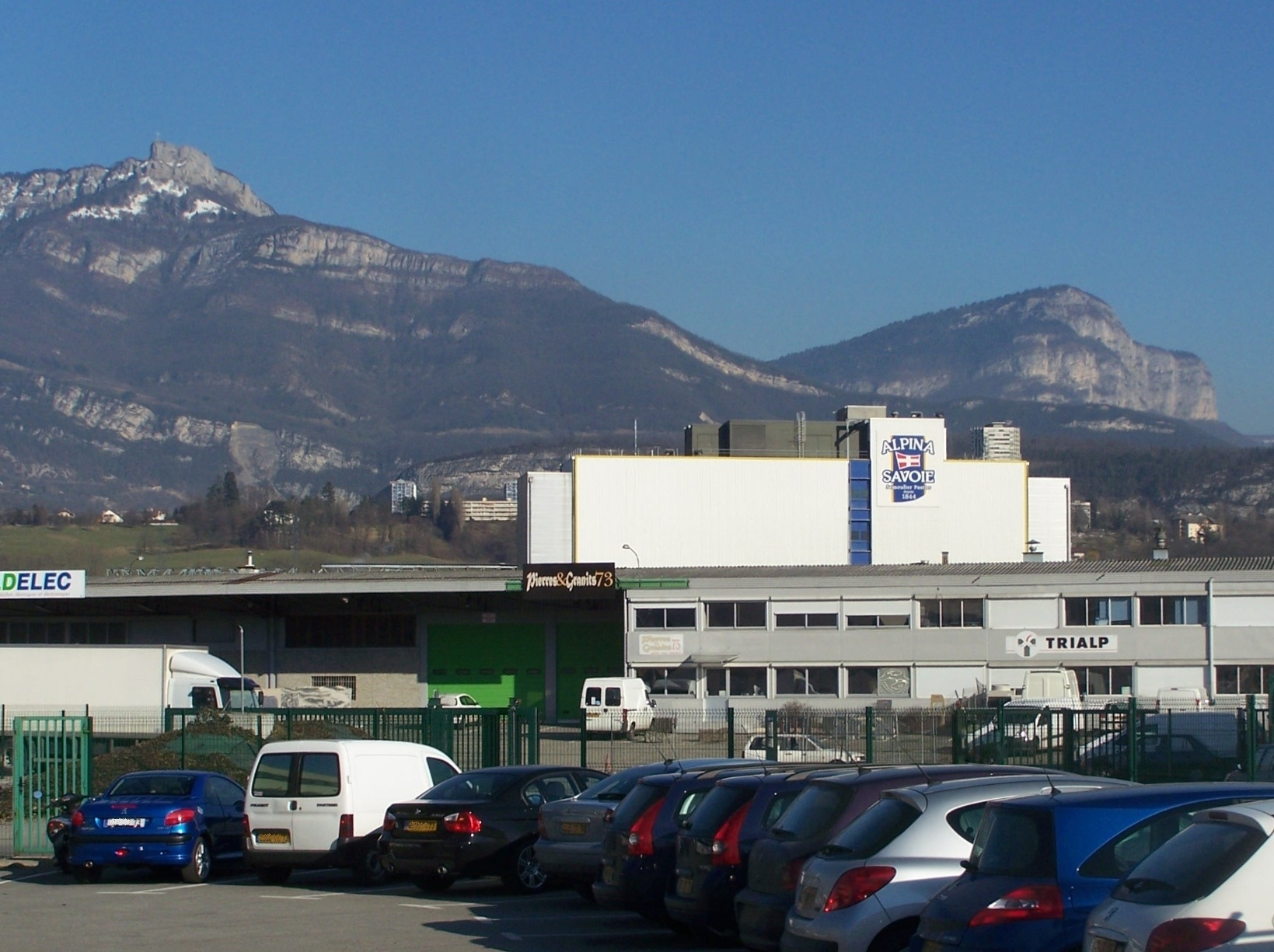
Fabrication de denrées alimentaires : l'usine d'Alpina Savoie sur la zone industrielle de Bissy à Chambéry.

Ci-dessous le tableau des secteurs industriels représentant plus de 5 % des entreprises industrielles et/ou des emplois industriels en Savoie (chiffres-clés, édition 2011-2012) :
| Secteur d'activités                                                            | % des entreprises | % des emplois |
| ------------------------------------------------------------------------------ | ----------------- | ------------- |
| Fabrication de denrées alimentaires, boissons et produits à base de tabac      | 31,9 %            | 16,0 %        |
| Autres industries manufacturières et réparations de machines et équipements    | 18,2 %            | 7,1 %         |
| Industrie métallurgique et produits métalliques (hors machines et équipements) | 12,0 %            | 27,2 %        |
| Travail du bois et industries du papier et de l'imprimerie                     | 8,2 %             | 5,7 %         |
| Industrie du caoutchouc, plastique et autres produits minéraux non métalliques | 7,3 %             | 7,4 %         |
| Fabrication de machines et d'équipements nca                                   | 6,1 %             | 8,2 %         |
| Production et distribution d'électricité, gaz, eau et gestion des déchets      | 5,3 %             | 5,9 %         |
| Fabrication d'équipements électriques                                          | 1,6 %             | 12,3 %        |

### Tourisme
Le tourisme représente aujourd'hui en Savoie un secteur très important, développé régulièrement à partir de la fin du XIXe siècle et plus fortement dans la deuxième moitié du XXe siècle. Le développement du ski en Tarentaise, priorité alors contestée du Conseil général quand les villages de Maurienne détruits après la Seconde Guerre mondiale n'étaient pas encore entièrement reconstruits, a malgré-tout conduit la Savoie à devenir le premier département de France de par son nombre de stations de sports d'hiver, ce qui en fait une destination touristique majeure durant les périodes hivernales. À cet égard le secteur du tourisme contribue à hauteur de près de 50 % du produit intérieur brut annuel du département. Pour autant, la totalité du tourisme en Savoie ne porte pas que sur la seule activité des sports d'hiver, le tourisme étant également développé autour d'autres activités telles que la randonnée, le cyclotourisme ou les sports nautiques, auxquels s'ajoutent par ailleurs le tourisme gastronomique ou lié au patrimoine culturel, le premier site le plus visité du département étant notamment l'abbaye d'Hautecombe (109 160 visiteurs en 2010).

Pour ce qui concerne l’aide au développement du tourisme, le plan tourisme du Conseil général de la Savoie a été doté de 65 millions d'euros pour la période 2007-2015.
En 2010, l'on estimait à 30 % la part des établissements savoyards dépendant de l’activité touristique, contre 13 % en Rhône-Alpes soit une part deux fois plus importante. Du côté des emplois salariés liés à cette activité, cette part s'élève à 23 %, là aussi beaucoup plus importante que les 8 % au niveau de la région. Dans les deux cas, établissements et salariés représentaient chacun en Savoie 22 % du total touristique recensé en Rhône-Alpes.

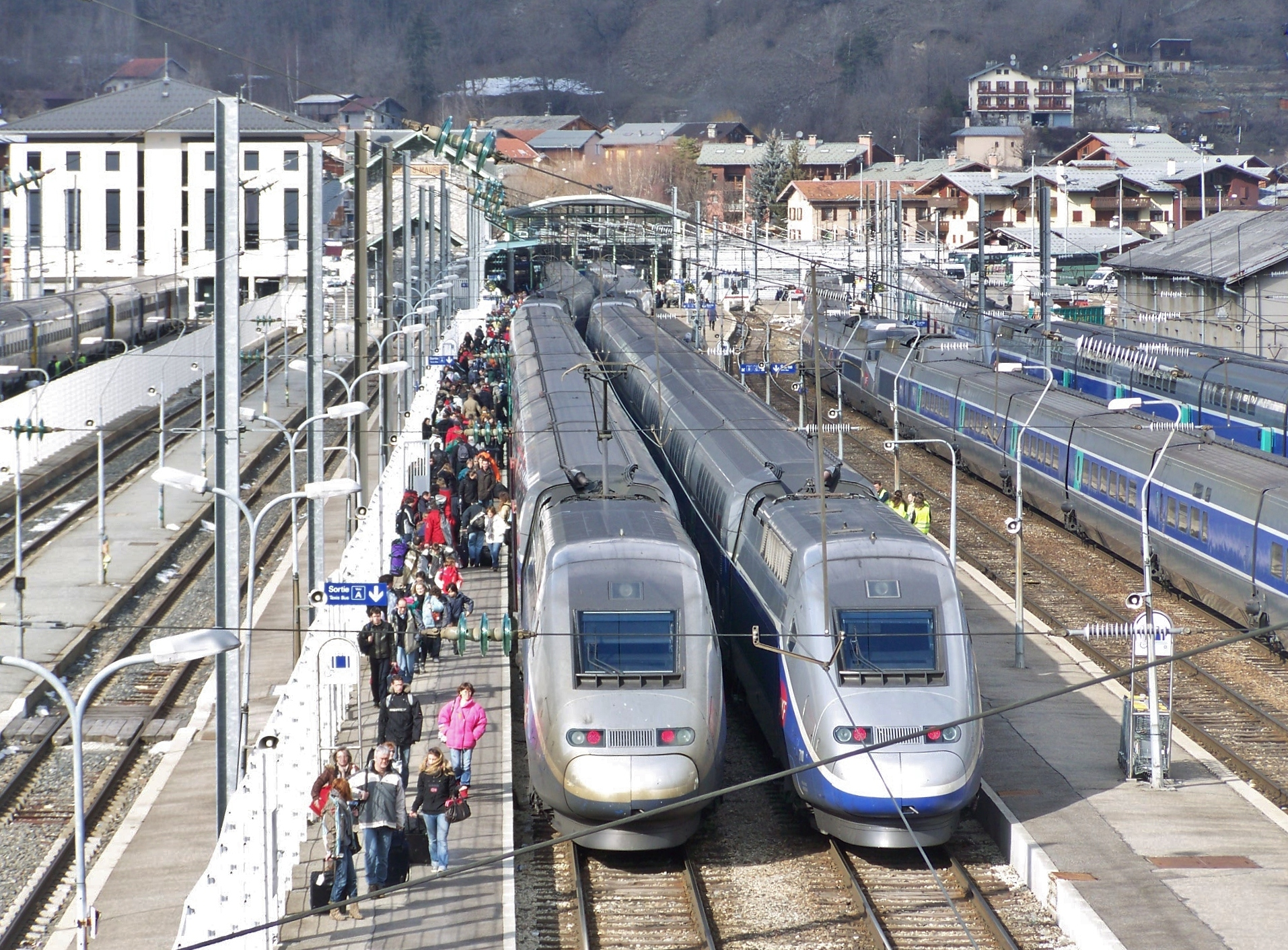
Des milliers de voyageurs transitent chaque hiver par Bourg-Saint-Maurice.

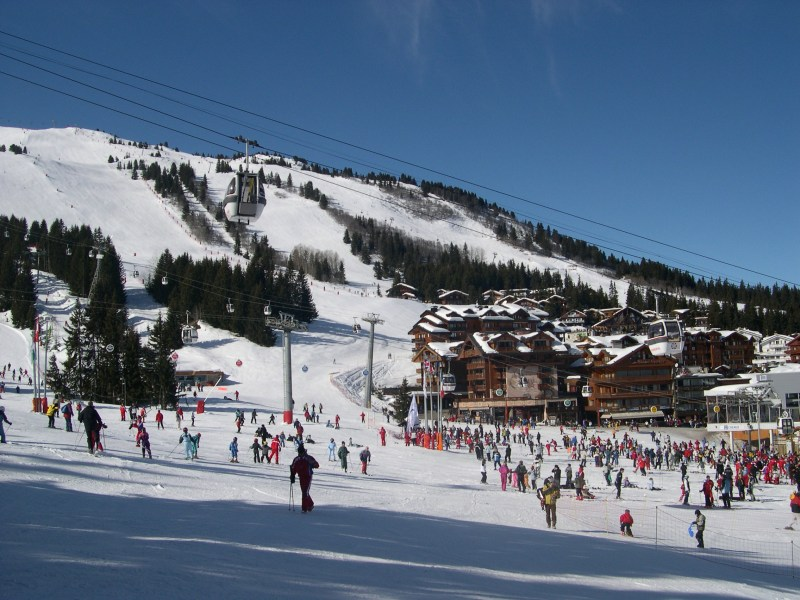
Courchevel (1850 m), une des plus importantes stations du département.

Les 11 880 établissements touristiques concernaient pour près de moitié d'entre eux le sport (5 556), suivis par l’hébergement/location (3 068) et la restauration (2 454). Les près de 30 000 emplois salariés recensés par l'Insee se répartissaient pour leur part en premier lieu dans l’hébergement/location (38 %), la restauration (29 %) et les transports (20 %).
Selon l'Observatoire des territoires de la Savoie reprenant les données de Savoie Mont-Blanc Tourisme, la capacité d'accueil touristique en Savoie se monte pour l'hébergement à 658 000 lits en été et 530 000 lits en hiver, dont 95 % sont situés dans les stations de montagne et les 5 % dans le restant du département. Le nombre de nuitées effectuées durant l'hiver 2010-2011 s'est élevé à 21,5 millions, dont 71 % pour le seul territoire de la Tarentaise, 21 % pour la Maurienne et 8 % pour le Beaufortain-Val d'Arly. L'observatoire précise en complément que le département de la Savoie est par ailleurs le premier département de destination de la clientèle française durant l'hiver, y transitant notamment chaque samedi plusieurs dizaines de TGV venant des grandes métropoles françaises et européennes telles Paris, Lille, Londres ou Bruxelles. À titre d'exemple, pour le premier week-end des vacances d'hiver de 2013 (16 et 17 février), le Dauphiné libéré indiquait le croisement de quelque 500 000 vacanciers arrivant ou quittant le département : 126 000 véhicules sur les routes, 45 000 voyageurs dans les trains et 8 700 passagers dans les avions.
En outre, bien que moins importante, la saison estivale enregistre aussi des statistiques de fréquentation touristique non négligeables, avec notamment 9,3 millions de nuitées pour l'été 2010.
Le parc hôtelier de la Savoie en 2010 était, selon la préfecture, de 500 hôtels répartis en 41 hôtels sans étoile, 43 hôtels 1 étoile, 236 hôtels 2 étoiles, 129 hôtels 3 étoiles, 33 hôtels 4 étoiles, 2 hôtels 4 étoiles luxe, et 18 hôtels 5 étoiles. Pour l’été 2009, sur 9,2 millions de nuitées, les hôtels en ont enregistré 800 000, contre près de 650 000 pour les campings, et 79 % d'entre elles concernaient les territoires de haute-montagne (Tarentaise, Maurienne, Beaufortain et Val d'Arly). Depuis cette année, les chiffres montrent une stabilité estivale du nombre de nuitées et de leur répartition. La commune qui comptait le plus grand nombre de lits marchands et non marchands en 2009 était la commune de Saint-Martin-de-Belleville, située sur le domaine skiable des Trois Vallées et sur laquelle se trouvent les stations des Ménuires et de Val Thorens.
Le tourisme blanc est donc très présent en Savoie. D'après le recueil d'indicateurs et analyses 2011 de Domaines skiables de France, les Alpes sont la première destination mondiale avec 45 % des journées-skieurs. Sur ces 5 dernières années, la France en a comptabilisées 54,32 millions, entre les États-Unis (57,64 millions) et l'Autriche (51,51 millions). 25 % d'entre elles étaient effectuées par des skieurs étrangers, ce qui témoigne de l'importance des stations françaises pour la population française. Ces touristes étrangers étaient en 2011 majoritairement des Britanniques (29 % des nuitées), suivis par les Néerlandais (13 %) et les Belges (12 %).
En Savoie, outre les 63 stations de sport d'hiver, le département compte également 38 opérateurs de remontées mécaniques et 3 régies des pistes. Ces opérateurs se répartissent par taille de domaine skiable en : 7 petits, 12 moyens, 11 grands et 8 très grands. Le territoire des Alpes du Sud et le département de la Haute-Savoie possèdent respectivement 11 et 10 grands domaines skiables, mais aucune autre zone ne possède plus de 2 très grands domaines skiables. Les remontées mécaniques de la Savoie réalisent les plus importantes recettes de France, avoisinant chaque hiver les 500 millions d'euros, globalement en augmentation depuis 2006 (+ 10 % sur 5 ans). Sur cette même période, le département a représenté en outre 39,6 % du marché français, suivi par la Haute-Savoie avec 22,1 % (et environ 250 millions d'euros de recettes courantes). Les revenus globaux s'estiment pour leur part, selon le Conseil général, à 2 milliards d'euros.
Enfin le domaine skiable savoyard s'étend sur 45 000 hectares. Il comprend 900 km de remontées mécaniques (37,5 % du parc national) et 1 000 km de pistes de ski de fond. Les grands domaines du département sont les Trois Vallées, Paradiski, les Sybelles, l'Espace Killy, l'Espace Diamant, Galibier-Thabor, le Grand Domaine, l'Espace San Bernardo et Val Cenis.
| Domaine             | Stations | Total Pistes | Pistes reliées |
| ------------------- | --- | ------------ | -------------- |
| Les Trois Vallées   | Les Menuires, Saint-Martin-de-Belleville, Courchevel, Méribel, La Tania, Brides-les-Bains, Val Thorens et Orelle | 338          | 600 km         |
| Paradiski           | La Plagne, Champagny-en-Vanoise, Peisey-Vallandry, Les Arcs, Montchavin les Coches                               | 239          | 420 km         |
| Les Sybelles        | Le Corbier, La Toussuire, Les Bottières, Saint-Jean-d'Arves, Saint-Sorlin-d'Arves, Saint-Colomban-des-Villards   | 96           | 310 km         |
| Espace Killy        | Tignes, Val d'Isère                                                                                              | 137          | 300 km         |
| Espace Diamant      | Crest-Voland, Cohennoz, Flumet, Notre-Dame-de-Bellecombe, Praz-sur-Arly et les Saisies (pistes non reliées)      | 146          | 175 km         |
| Galibier-Thabor     | Valloire et Valmeinier                                                                                           | 83           | 150 km         |
| Grand domaine       | Valmorel, Saint-François-Longchamp, Doucy-Combelouvière                                                          | 82           | 150 km         |
| Espace San Bernardo | La Rosière, La Thuile (Italie)                                                                                   | 73           | 150 km         |
| Val Cenis           | Lanslebourg-Mont-Cenis, Lanslevillard, Termignon                                                                 | 56           | 125 km         |
| Autres domaines     | La Norma — Valfréjus (135 km) — Les Karellis (60 km) — Aussois (55 km) — Les Aillons-Margériaz (40 km)           | 141          | 285 km         |

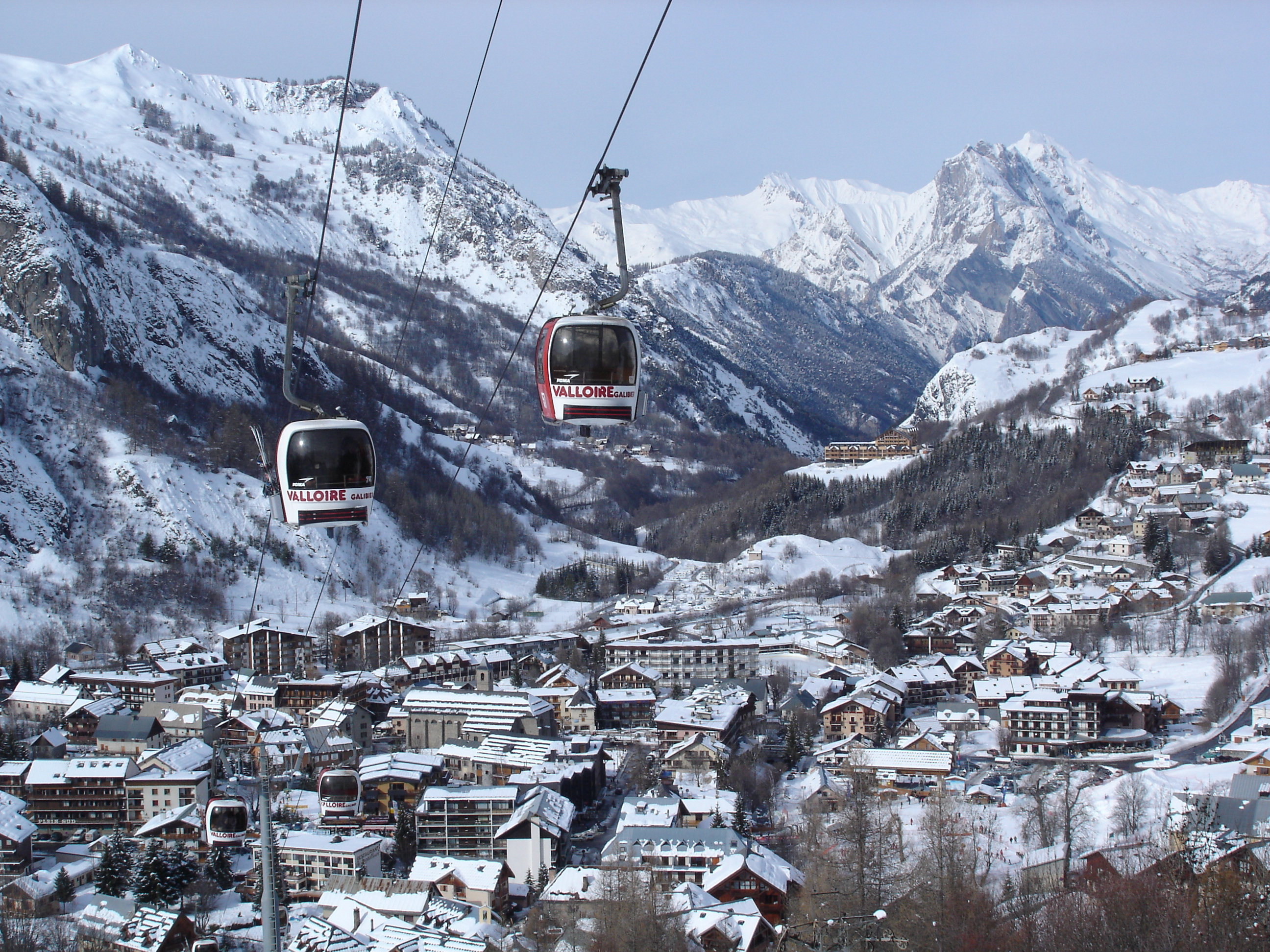
Station de Valloire, en Maurienne.

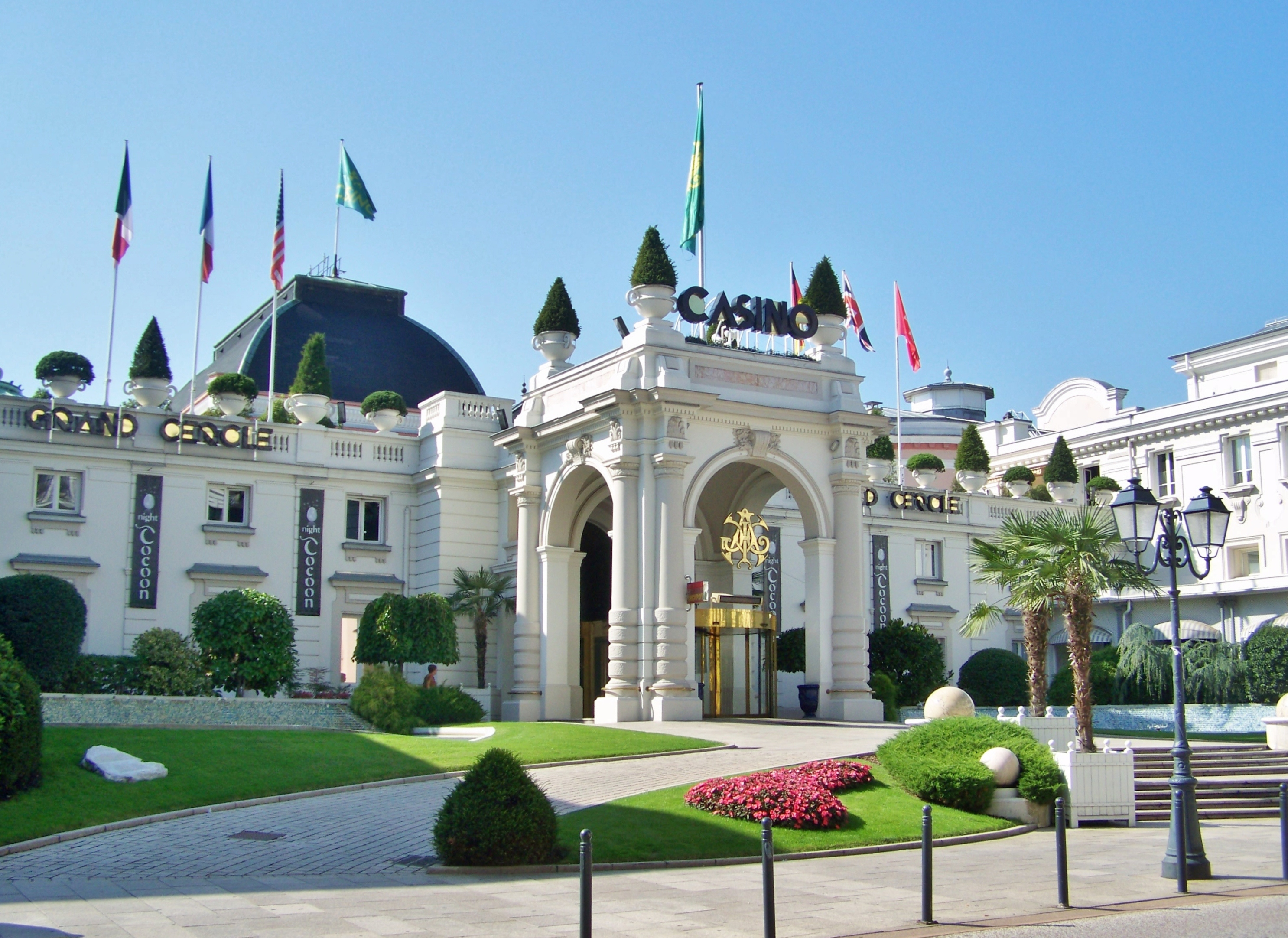
Casino Grand cercle d'Aix-les-Bains.

À côté des sports d'hiver, le département de la Savoie a enregistré 170 803 visites de musées en 2009, le plus visité étant le Musée Opinel à Saint-Jean-de-Maurienne avec 30 235 visiteurs annuels, juste derrière la Galerie Eurêka à Chambéry (45 114 visiteurs) et l'abbaye d'Hautecombe sur la rive ouest du lac du Bourget (102 320 entrées en 2009). L'on établissait pour la saison 2007 l'enregistrement d'environ 300 000 visites payantes sur 80 lieux touristiques. Le département compte en outre 70 offices de tourisme et syndicats d'initiative, 4 casinos et 6 centres de congrès.
Pour les activités de pleine nature, la Savoie comporte 1 672 km d'itinéraires pédestres balisés, 2 426 km d'itinéraires cyclotouristes, 188 km de veloroutes, 155 refuges et gîtes d'étape, ou encore 27 plages surveillées et 40 piscines couvertes. La ville d'Aix-les-Bains est par ailleurs labellisée Station nautique.
Pour finir, le thermalisme est également développé en Savoie, avec les quatre stations thermales encore en activité que sont Aix-les-Bains, Challes-les-Eaux, Brides-les-Bains et La Léchère (six en comptant les thermes Chevalley à Aix-les-Bains et le spa de la Léchère). Aix-les-Bains demeure à cet égard la 2e station thermale de France après celle de Dax dans les Landes. Chaque année, la Savoie accueille environ 50 000 curistes, soit 10 % du total en France, ce qui en fait la première destination thermale au niveau national.

### Autres services et commerces
Avec 10 038 établissements, soit 45,7 % des entreprises en 2011, le secteur tertiaire est relativement important en Savoie, avec une progression de 68 % en dix ans des activités de services. Cela est dû en particulier au tourisme, mais pas exclusivement. En effet, si 2 300 établissements étaient spécialisés dans l’hébergement et la restauration, 1 221 concernaient les services administratifs et de soutien (location, recrutement, agences de voyages…), et 995 les activités spécialisées aux entreprises pour lesquelles les points forts du département se situent au niveau de l'informatique, du conseil et de l'ingénierie. L'enseignement, la santé humaine et l'action sociale n'arrivent pas loin puisque c'étaient 991 établissements recensés alors. Les services aux particuliers ne cessent eux aussi de progresser, et la situation géographique de la Savoie contribue également au maintien d'une forte activité de transports. À cet égard, si les effectifs salariés se répartissent comme les établissements pour les deux premières catégories (près de 20 000 dans l’hébergement/restauration et 11 658 dans les services administratifs et de soutien), la troisième concerne néanmoins le transport et l’entreposage avec 10 350 salariés occupés.

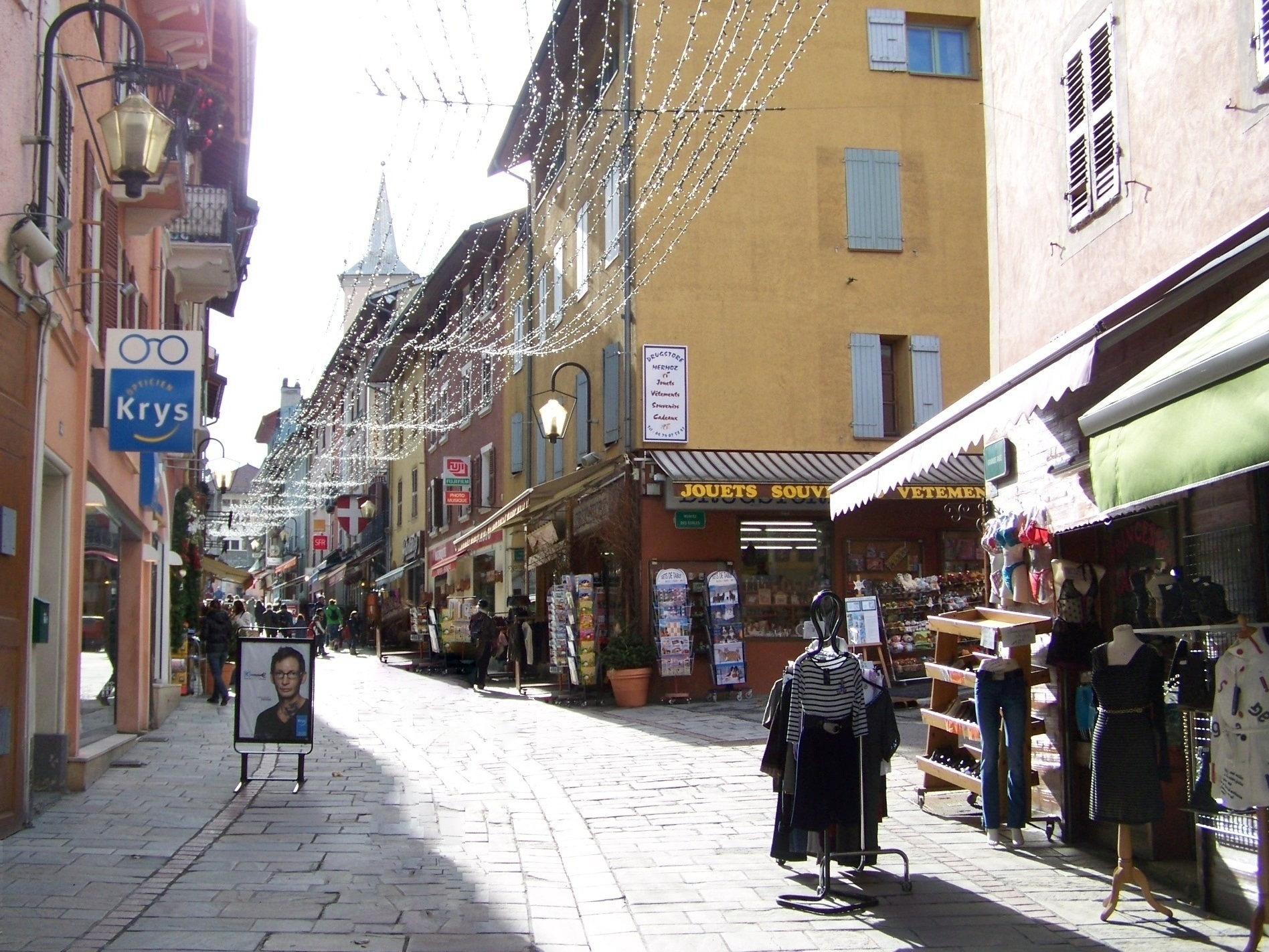
Rue commerçante à Bourg-Saint-Maurice en hiver.

En matière de commerce, l'on recensait sur cette même période 6 701 commerces, dont 3 422 ne comptant aucun salarié et 4 en comptant plus de 200. La majorité d'entre eux sont des commerces de détail avec 2 309 établissements, contre 548 pour le commerce de gros. En outre, la Savoie comptait 153 enseignes de plus de 1 000 m2, soit environ 375 000 m2 de surface de vente (hors garages automobiles, centres commerciaux ou galeries marchandes). À échelle moindre, l'on comptabilisait également 410 points de vente de plus de 300 m2 soit 522 000 m2 d'espaces de vente.
Le commerce international, enfin, est assez développé dans le département, avec pour 2010 plus de 2 milliards d'euros d'exportations et plus d'1 milliard d'importations selon la Direction générale des douanes et des droits indiects. Les premiers produits exportés concernent l'industrie, notamment les équipements mécaniques, les matériels électriques et informatiques (807 millions d'euros soit 39,1 %), puis les produits de la métallurgie et métalliques (658 millions d'euros soit 31,9 %) et enfin les produits chimiques, parfums et cosmétiques (228 millions d'euros, soit 11,1 %). Les cinq premiers pays clients du département de la Savoie à cette période sont l'Allemagne (19,1 %), l'Italie (16,6 %), l'Espagne (7,2 %), le Royaume-Uni et les États-Unis, tandis que les cinq premiers pays fournisseurs étaient l'Italie (18,7 %), l'Allemagne (14,8 %), la Chine (8,8 %), la Suisse et l'Afrique du Sud.

Enfin, 26 entreprises savoyardes sont implantées à l'étranger, au travers de filiales, de magasins, d'agences ou de bureaux de représentation.

## Personnalités de l'économie et de l'entreprise
- René Carron (1942- ... ) - Homme d'affaires et homme politique français.
- Joseph Opinel - Il fut l'inventeur du couteau Opinel.